# Naczelne
Naczelne (Primates, z łaciny „pierwsze”) – rząd ssaków. Taksonomia wyróżnia w nim dwie odrębne linie (podrzędy): Strepsirrhini i Haplorrhini. Naczelne powstały z przodków żyjących na drzewach lasów tropikalnych. Wiele z nich przedstawia adaptacje do życia w tym wymagającym, trójwymiarowym środowisku. Większość z nich zachowała przynajmniej częściowo nadrzewny tryb życia.
Nie licząc zamieszkującego wszystkie kontynenty człowieka, większość naczelnych zamieszkuje zwrotnikowe lub podzwrotnikowe obszary obu Ameryk, Afryki i Azji. Przedstawicieli tego rzędu cechuje duże zróżnicowanie pod względem wielkości ciała: obok gatunków o małych wymiarach, jak np. ważący jedynie 30 g Microcebus berthae należą do nich gatunki o dużych wymiarach, jak np. osiągające masę ponad dwieście kilogramów goryle Gorilla beringei graueri. Najstarsze znane skamieniałości zwierząt należących do tego rzędu pochodzą sprzed 55,8 milionów lat, i przyporządkowane są do rodzaju Teilhardina. Najwcześniejszy bliski krewny naczelnych, którego szczątki są licznie reprezentowane, to późnopaleoceński Plesiadapis, żyjący około 55–58 milionów lat temu. Z analiz materiału genetycznego wynika, że linia naczelnych powstała jeszcze przed granicą kreda-trzeciorzęd, około 63-74 milionów lat temu.
Rząd naczelnych tradycyjnie dzielono na dwie podgrupy: małpiatki i małpy właściwe. Małpiatkom przypisywano w większym stopniu cechy najwcześniejszych naczelnych. Zaliczano do nich Lemuridae z Madagaskaru, Lorisidae i Tarsiidae. Małpy właściwe obejmowały małpy zwierzokształtne, małpy człekokształtne i człowiekowate. Obecnie taksonomowie preferują podział na dwa podrzędy Strepsirrhini, w skład których weszły dawne Prosimia oprócz Tarsiidae, oraz Haplorrhini, obejmujące Tarsiidae, jak też dawne małpy właściwe.
Małpy właściwe dzielą się znów na dwie grupy: małpy wąskonose, małpy Starego Świata zamieszkujące pierwotnie Afrykę i Azję południowo-wschodnią, oraz małpy szerokonose, małpy Nowego Świata zamieszkujące Amerykę Środkową i Południową. Przedstawiciele wąskonosych to pawiany, makakowate, gibbony i człowiekowate, zwane też wielkimi małpami. Do szerokonosych należą kapucynki, czepiakowate, oraz pazurkowce. Ludzie to jedyni współcześni przedstawiciele wąskonosych, którym udało się skolonizować rozległe tereny innych kontynentów poza Afryką i Azją, ale dowody kopalne wskazują na to, że w przeszłości pewne gatunki zamieszkiwały Europę.
Naczelne uznawane są za ssaki mało wyspecjalizowane. Niektóre z nich, jak część wielkich małp i pawiany, wiodą głównie naziemny tryb życia, jednak wszystkie gatunki cechują się przystosowaniami do wspinaczki po drzewach. Przedstawiciele naczelnych mogą przemieszczać się poprzez skakanie z drzewa na drzewo, chód na dwóch bądź czterech kończynach (w tym niektóre wspierać się mogą na knykciach), i przez brachiację).
Naczelne cechują się mózgowiami względnie większymi niż u innych zwierząt. W większym stopniu polegają też na wzroku zamiast na węchu, najważniejszym ze zmysłów u większości ssaków. Cechy te rozwinęły się w większym stopniu u małp, słabiej zaś u Lorisidae czy Lemuridae. U części naczelnych rozwinęło się widzenie barwne. Większość z nich posiada także przeciwstawny kciuk, niektóre z nich posiadają również chwytny ogon. Większość gatunków wykazuje dymorfizm płciowy, obejmujący różnice w masie ciała, wielkości kłów i ubarwieniu. Przedstawicieli naczelnych cechuje wolniejsze tempo rozwoju osobniczego niż innych ssaków o podobnych rozmiarach: później osiągają dojrzałość, jednakże żyją dłużej. Zależnie od gatunku osobniki dorosłe mogą żyć samotnie, w parach bądź w grupach, liczących zazwyczaj do setki osobników.

## Terminologia
Powiązania pomiędzy różnymi grupami naczelnych były do niedawna słabo poznane, wobec czego powszechnie używane terminy bywają mylące. Przykładowo w języku angielskim nazwy "ape" ("małpa człekokształtna") używano jako synonimu "monkey" ("małpa zwierzokształtna") bądź do wszystkich nieposiadających ogona, względnie przypominających człowieka naczelnych.
Sir Wilfrid Le Gros Clark należał do prymatologów, którzy rozwinęli pomysł trendów w ewolucji naczelnych i metodologię układania żyjących ich przedstawicieli w jakoby wznoszące się aż do człowieka serie. Powszechnie używane nazwy określające grupy w obrębie naczelnych, jak „małpiatki”, „małpy”, angielskie "lesser ape" i „wielkie małpy” ("great ape") odzwierciadlają ten pogląd. Zgodnie ze współczesnym rozumieniem historii ewolucyjnej naczelnych część z tych grup to taksony parafiletyczne – nie obejmują one wszystkich potomków swego ostatniego wspólnego przodka.
Odmiennie od pomysłu Clarka współczesne klasyfikacje wyróżniają (i nazywają) jedynie te grupy, które są monofiletyczne, a więc obejmują wszystkich potomków swego ostatniego wspólnego przodka.
Poniższy diagram przedstawia jedną z możliwych klasyfikacji współcześnie żyjących naczelnych. Dawne, tradycyjne grupy zaznaczono kolorami: małpiatki, małpy zwierzokształtne, małpy człekokształtne: niezaliczane do wielkich małp i zaliczane do wielkich małp, człowieka.
|  | Homo |
|  |      |
|  | Pan  |
|  |      |

|  | Gorilla |
|  |         |

|  | Homo |
|  |      |
|  | Pan  |
|  |      |

|  | Gorilla |
|  |         |

|  | Homo |
|  |      |
|  | Pan  |
|  |      |

|  | Gorilla |
|  |         |

|  | Homo |
|  |      |
|  | Pan  |
|  |      |

|  | Gorilla |
|  |         |

|  | Homo |
|  |      |
|  | Pan  |
|  |      |

|  | Gorilla |
|  |         |

|  | Homo |
|  |      |
|  | Pan  |
|  |      |

|  | Gorilla |
|  |         |

|  | Homo |
|  |      |
|  | Pan  |
|  |      |

|  | Gorilla |
|  |         |

|  | Homo |
|  |      |
|  | Pan  |
|  |      |

|  | Gorilla |
|  |         |

|  | Homo |
|  |      |
|  | Pan  |
|  |      |

|  | Gorilla |
|  |         |

|  | Homo |
|  |      |
|  | Pan  |
|  |      |

|  | Gorilla |
|  |         |

|  | Homo |
|  |      |
|  | Pan  |
|  |      |

|  | Gorilla |
|  |         |

|  | Homo |
|  |      |
|  | Pan  |
|  |      |

|  | Gorilla |
|  |         |

|  | Homo |
|  |      |
|  | Pan  |
|  |      |

|  | Gorilla |
|  |         |

|  | Homo |
|  |      |
|  | Pan  |
|  |      |

|  | Gorilla |
|  |         |

|  | Homo |
|  |      |
|  | Pan  |
|  |      |

|  | Gorilla |
|  |         |

|  | Homo |
|  |      |
|  | Pan  |
|  |      |

|  | Gorilla |
|  |         |

|  | Homo |
|  |      |
|  | Pan  |
|  |      |

|  | Gorilla |
|  |         |

|  | Homo |
|  |      |
|  | Pan  |
|  |      |

|  | Gorilla |
|  |         |

|  | Homo |
|  |      |
|  | Pan  |
|  |      |

|  | Gorilla |
|  |         |

|  | Homo |
|  |      |
|  | Pan  |
|  |      |

|  | Gorilla |
|  |         |

|  | Homo |
|  |      |
|  | Pan  |
|  |      |

|  | Gorilla |
|  |         |

|  | Homo |
|  |      |
|  | Pan  |
|  |      |

|  | Gorilla |
|  |         |

|  | Homo |
|  |      |
|  | Pan  |
|  |      |

|  | Gorilla |
|  |         |

|  | Homo |
|  |      |
|  | Pan  |
|  |      |

|  | Gorilla |
|  |         |

|  | Homo |
|  |      |
|  | Pan  |
|  |      |

|  | Gorilla |
|  |         |

|  | Homo |
|  |      |
|  | Pan  |
|  |      |

|  | Gorilla |
|  |         |

|  | Homo |
|  |      |
|  | Pan  |
|  |      |

|  | Gorilla |
|  |         |

|  | Homo |
|  |      |
|  | Pan  |
|  |      |

|  | Gorilla |
|  |         |

|  | Homo |
|  |      |
|  | Pan  |
|  |      |

|  | Gorilla |
|  |         |

|  | Homo |
|  |      |
|  | Pan  |
|  |      |

|  | Gorilla |
|  |         |

|  | Homo |
|  |      |
|  | Pan  |
|  |      |

|  | Gorilla |
|  |         |

|  | Homo |
|  |      |
|  | Pan  |
|  |      |

|  | Gorilla |
|  |         |

|  | Tarsioidea |
|  |            |

|  | Homo |
|  |      |
|  | Pan  |
|  |      |

|  | Gorilla |
|  |         |

|  | Homo |
|  |      |
|  | Pan  |
|  |      |

|  | Gorilla |
|  |         |

|  | Homo |
|  |      |
|  | Pan  |
|  |      |

|  | Gorilla |
|  |         |

|  | Homo |
|  |      |
|  | Pan  |
|  |      |

|  | Gorilla |
|  |         |

|  | Homo |
|  |      |
|  | Pan  |
|  |      |

|  | Gorilla |
|  |         |

|  | Homo |
|  |      |
|  | Pan  |
|  |      |

|  | Gorilla |
|  |         |

|  | Homo |
|  |      |
|  | Pan  |
|  |      |

|  | Gorilla |
|  |         |

|  | Homo |
|  |      |
|  | Pan  |
|  |      |

|  | Gorilla |
|  |         |

|  | Homo |
|  |      |
|  | Pan  |
|  |      |

|  | Gorilla |
|  |         |

|  | Homo |
|  |      |
|  | Pan  |
|  |      |

|  | Gorilla |
|  |         |

|  | Homo |
|  |      |
|  | Pan  |
|  |      |

|  | Gorilla |
|  |         |

|  | Homo |
|  |      |
|  | Pan  |
|  |      |

|  | Gorilla |
|  |         |

|  | Homo |
|  |      |
|  | Pan  |
|  |      |

|  | Gorilla |
|  |         |

|  | Homo |
|  |      |
|  | Pan  |
|  |      |

|  | Gorilla |
|  |         |

|  | Homo |
|  |      |
|  | Pan  |
|  |      |

|  | Gorilla |
|  |         |

|  | Homo |
|  |      |
|  | Pan  |
|  |      |

|  | Gorilla |
|  |         |

|  | Homo |
|  |      |
|  | Pan  |
|  |      |

|  | Gorilla |
|  |         |

|  | Homo |
|  |      |
|  | Pan  |
|  |      |

|  | Gorilla |
|  |         |

|  | Homo |
|  |      |
|  | Pan  |
|  |      |

|  | Gorilla |
|  |         |

|  | Homo |
|  |      |
|  | Pan  |
|  |      |

|  | Gorilla |
|  |         |

|  | Homo |
|  |      |
|  | Pan  |
|  |      |

|  | Gorilla |
|  |         |

|  | Homo |
|  |      |
|  | Pan  |
|  |      |

|  | Gorilla |
|  |         |

|  | Homo |
|  |      |
|  | Pan  |
|  |      |

|  | Gorilla |
|  |         |

|  | Homo |
|  |      |
|  | Pan  |
|  |      |

|  | Gorilla |
|  |         |

|  | Homo |
|  |      |
|  | Pan  |
|  |      |

|  | Gorilla |
|  |         |

|  | Homo |
|  |      |
|  | Pan  |
|  |      |

|  | Gorilla |
|  |         |

|  | Homo |
|  |      |
|  | Pan  |
|  |      |

|  | Gorilla |
|  |         |

|  | Homo |
|  |      |
|  | Pan  |
|  |      |

|  | Gorilla |
|  |         |

|  | Homo |
|  |      |
|  | Pan  |
|  |      |

|  | Gorilla |
|  |         |

|  | Homo |
|  |      |
|  | Pan  |
|  |      |

|  | Gorilla |
|  |         |

|  | Homo |
|  |      |
|  | Pan  |
|  |      |

|  | Gorilla |
|  |         |

|  | Homo |
|  |      |
|  | Pan  |
|  |      |

|  | Gorilla |
|  |         |

|  | Tarsioidea |
|  |            |

| Lemuriformes | \| \| Lemuroidea \| \| \| \| \| \| Lorisoidea \| \| \| \| |
|              | \| \| Lemuroidea \| \| \| \| \| \| Lorisoidea \| \| \| \| |
|              | Lemuroidea                                                |
|              |                                                           |
|              | Lorisoidea                                                |
|              |                                                           |

|  | Lemuroidea |
|  |            |
|  | Lorisoidea |
|  |            |

|  | Homo |
|  |      |
|  | Pan  |
|  |      |

|  | Gorilla |
|  |         |

|  | Homo |
|  |      |
|  | Pan  |
|  |      |

|  | Gorilla |
|  |         |

|  | Homo |
|  |      |
|  | Pan  |
|  |      |

|  | Gorilla |
|  |         |

|  | Homo |
|  |      |
|  | Pan  |
|  |      |

|  | Gorilla |
|  |         |

|  | Homo |
|  |      |
|  | Pan  |
|  |      |

|  | Gorilla |
|  |         |

|  | Homo |
|  |      |
|  | Pan  |
|  |      |

|  | Gorilla |
|  |         |

|  | Homo |
|  |      |
|  | Pan  |
|  |      |

|  | Gorilla |
|  |         |

|  | Homo |
|  |      |
|  | Pan  |
|  |      |

|  | Gorilla |
|  |         |

|  | Homo |
|  |      |
|  | Pan  |
|  |      |

|  | Gorilla |
|  |         |

|  | Homo |
|  |      |
|  | Pan  |
|  |      |

|  | Gorilla |
|  |         |

|  | Homo |
|  |      |
|  | Pan  |
|  |      |

|  | Gorilla |
|  |         |

|  | Homo |
|  |      |
|  | Pan  |
|  |      |

|  | Gorilla |
|  |         |

|  | Homo |
|  |      |
|  | Pan  |
|  |      |

|  | Gorilla |
|  |         |

|  | Homo |
|  |      |
|  | Pan  |
|  |      |

|  | Gorilla |
|  |         |

|  | Homo |
|  |      |
|  | Pan  |
|  |      |

|  | Gorilla |
|  |         |

|  | Homo |
|  |      |
|  | Pan  |
|  |      |

|  | Gorilla |
|  |         |

|  | Homo |
|  |      |
|  | Pan  |
|  |      |

|  | Gorilla |
|  |         |

|  | Homo |
|  |      |
|  | Pan  |
|  |      |

|  | Gorilla |
|  |         |

|  | Homo |
|  |      |
|  | Pan  |
|  |      |

|  | Gorilla |
|  |         |

|  | Homo |
|  |      |
|  | Pan  |
|  |      |

|  | Gorilla |
|  |         |

|  | Homo |
|  |      |
|  | Pan  |
|  |      |

|  | Gorilla |
|  |         |

|  | Homo |
|  |      |
|  | Pan  |
|  |      |

|  | Gorilla |
|  |         |

|  | Homo |
|  |      |
|  | Pan  |
|  |      |

|  | Gorilla |
|  |         |

|  | Homo |
|  |      |
|  | Pan  |
|  |      |

|  | Gorilla |
|  |         |

|  | Homo |
|  |      |
|  | Pan  |
|  |      |

|  | Gorilla |
|  |         |

|  | Homo |
|  |      |
|  | Pan  |
|  |      |

|  | Gorilla |
|  |         |

|  | Homo |
|  |      |
|  | Pan  |
|  |      |

|  | Gorilla |
|  |         |

|  | Homo |
|  |      |
|  | Pan  |
|  |      |

|  | Gorilla |
|  |         |

|  | Homo |
|  |      |
|  | Pan  |
|  |      |

|  | Gorilla |
|  |         |

|  | Homo |
|  |      |
|  | Pan  |
|  |      |

|  | Gorilla |
|  |         |

|  | Homo |
|  |      |
|  | Pan  |
|  |      |

|  | Gorilla |
|  |         |

|  | Homo |
|  |      |
|  | Pan  |
|  |      |

|  | Gorilla |
|  |         |

|  | Tarsioidea |
|  |            |

|  | Homo |
|  |      |
|  | Pan  |
|  |      |

|  | Gorilla |
|  |         |

|  | Homo |
|  |      |
|  | Pan  |
|  |      |

|  | Gorilla |
|  |         |

|  | Homo |
|  |      |
|  | Pan  |
|  |      |

|  | Gorilla |
|  |         |

|  | Homo |
|  |      |
|  | Pan  |
|  |      |

|  | Gorilla |
|  |         |

|  | Homo |
|  |      |
|  | Pan  |
|  |      |

|  | Gorilla |
|  |         |

|  | Homo |
|  |      |
|  | Pan  |
|  |      |

|  | Gorilla |
|  |         |

|  | Homo |
|  |      |
|  | Pan  |
|  |      |

|  | Gorilla |
|  |         |

|  | Homo |
|  |      |
|  | Pan  |
|  |      |

|  | Gorilla |
|  |         |

|  | Homo |
|  |      |
|  | Pan  |
|  |      |

|  | Gorilla |
|  |         |

|  | Homo |
|  |      |
|  | Pan  |
|  |      |

|  | Gorilla |
|  |         |

|  | Homo |
|  |      |
|  | Pan  |
|  |      |

|  | Gorilla |
|  |         |

|  | Homo |
|  |      |
|  | Pan  |
|  |      |

|  | Gorilla |
|  |         |

|  | Homo |
|  |      |
|  | Pan  |
|  |      |

|  | Gorilla |
|  |         |

|  | Homo |
|  |      |
|  | Pan  |
|  |      |

|  | Gorilla |
|  |         |

|  | Homo |
|  |      |
|  | Pan  |
|  |      |

|  | Gorilla |
|  |         |

|  | Homo |
|  |      |
|  | Pan  |
|  |      |

|  | Gorilla |
|  |         |

|  | Homo |
|  |      |
|  | Pan  |
|  |      |

|  | Gorilla |
|  |         |

|  | Homo |
|  |      |
|  | Pan  |
|  |      |

|  | Gorilla |
|  |         |

|  | Homo |
|  |      |
|  | Pan  |
|  |      |

|  | Gorilla |
|  |         |

|  | Homo |
|  |      |
|  | Pan  |
|  |      |

|  | Gorilla |
|  |         |

|  | Homo |
|  |      |
|  | Pan  |
|  |      |

|  | Gorilla |
|  |         |

|  | Homo |
|  |      |
|  | Pan  |
|  |      |

|  | Gorilla |
|  |         |

|  | Homo |
|  |      |
|  | Pan  |
|  |      |

|  | Gorilla |
|  |         |

|  | Homo |
|  |      |
|  | Pan  |
|  |      |

|  | Gorilla |
|  |         |

|  | Homo |
|  |      |
|  | Pan  |
|  |      |

|  | Gorilla |
|  |         |

|  | Homo |
|  |      |
|  | Pan  |
|  |      |

|  | Gorilla |
|  |         |

|  | Homo |
|  |      |
|  | Pan  |
|  |      |

|  | Gorilla |
|  |         |

|  | Homo |
|  |      |
|  | Pan  |
|  |      |

|  | Gorilla |
|  |         |

|  | Homo |
|  |      |
|  | Pan  |
|  |      |

|  | Gorilla |
|  |         |

|  | Homo |
|  |      |
|  | Pan  |
|  |      |

|  | Gorilla |
|  |         |

|  | Homo |
|  |      |
|  | Pan  |
|  |      |

|  | Gorilla |
|  |         |

|  | Homo |
|  |      |
|  | Pan  |
|  |      |

|  | Gorilla |
|  |         |

|  | Tarsioidea |
|  |            |

| Lemuriformes | \| \| Lemuroidea \| \| \| \| \| \| Lorisoidea \| \| \| \| |
|              | \| \| Lemuroidea \| \| \| \| \| \| Lorisoidea \| \| \| \| |
|              | Lemuroidea                                                |
|              |                                                           |
|              | Lorisoidea                                                |
|              |                                                           |

|  | Lemuroidea |
|  |            |
|  | Lorisoidea |
|  |            |

Wszystkie grupy o podanych nazwach naukowych są monofiletyczne (a więc stanowią klady), a klasyfikacja kladystyczna odzwierciedla historię ewolucyjną danej grupy. Kolorem zaznaczono nazwy tradycyjne, część z nich oznacza grupy parafiletyczne:
- „małpiatki” obejmują dwie grupy monofiletyczne: podrząd Strepsirrhini, czyli Lemuroidea, Lorisoidea i tym podobne, a także Tarsiiformes z podrzędu Haplorrhini. Parafiletyzm grupy wynika z niewłączenia doń Simiiformes, pochodzących również od ostatniego wspólnego przodka tych, ale też wszystkich naczelnych.
- „małpy” zawierają w sobie dwie monofiletyczne grupy, określane mianem małp Nowego Świata i małp Starego Świata. Parafiletyzm wynika z wykluczenia nadrodziny Hominoidea, pochodzącej także od ostatniego wspólnego przodka Simiiformes.
- „małpy człekokształtne” w ogólności, w szczególności zaś „wielkie małpy” – parafiletyzm obu grup wynika z wykluczenia z nich człowieka.

W związku z powyższym zakresy nazw z dwu ich zestawów nie zgadzają się ze sobą, z czego wynikają problemy związane również z nazwami zwyczajowymi, zazwyczaj tradycyjnymi. Przykład stanowi nadrodzina Hominoidea. W powszechnym rozumieniu składa się ona z małp człekokształtnych i ludzi, nie ma zwyczajowej nazwy określającej taką grupę. W języku angielskim poradzono sobie, tworząc taką nazwę: "hominoids". Inna możliwość wyjścia z problemu to poszerzenie znaczenia jednej z nazw tradycyjnych. Przykładowo w swej książce z 2005 Benton, paleontolog kręgowców, określa mianem "apes" („małpy człekokształtne”, Hominoidea) gibbony, orangutany, goryle, szympansy i ludzi; a więc Benton używa słowa "apes" w znaczeniu "hominoids", Hominoidea. W takim jednak przypadku grupa poprzednio nazywana "apes" musi być teraz określana "non-human apes" (co oznacza „małpy człekokształtne inne niż człowiek”.
Do roku 2005 nie było jeszcze konsensusu, który sposób klasyfikacji ma obowiązywać: czy zaakceptować tradycyjne, zwyczajowe, ale określające parafiletyczne grupy nazwy, czy też używać wyłącznie nazw grup monofiletycznych, czy też może używać nowych nazw zwyczajowych, czy też zaadaptować stare nazwy. Wszystkie rozwiązania można znaleźć w pracach biologów, niekiedy nawet różne rozwiązania obserwuje się w pracach tego samego autora, a nawet w tej samej pracy. Wspomniany Benton definiuje wpierw „małpy człekokształtne” ("apes"), włączając w nie człowieka, po czym powtarza "ape-like" w znaczeniu "like an ape rather than a human" („bardziej podobny do małp człekokształtnych niż do człowieka”).

## Klasyfikacja współczesnych naczelnych

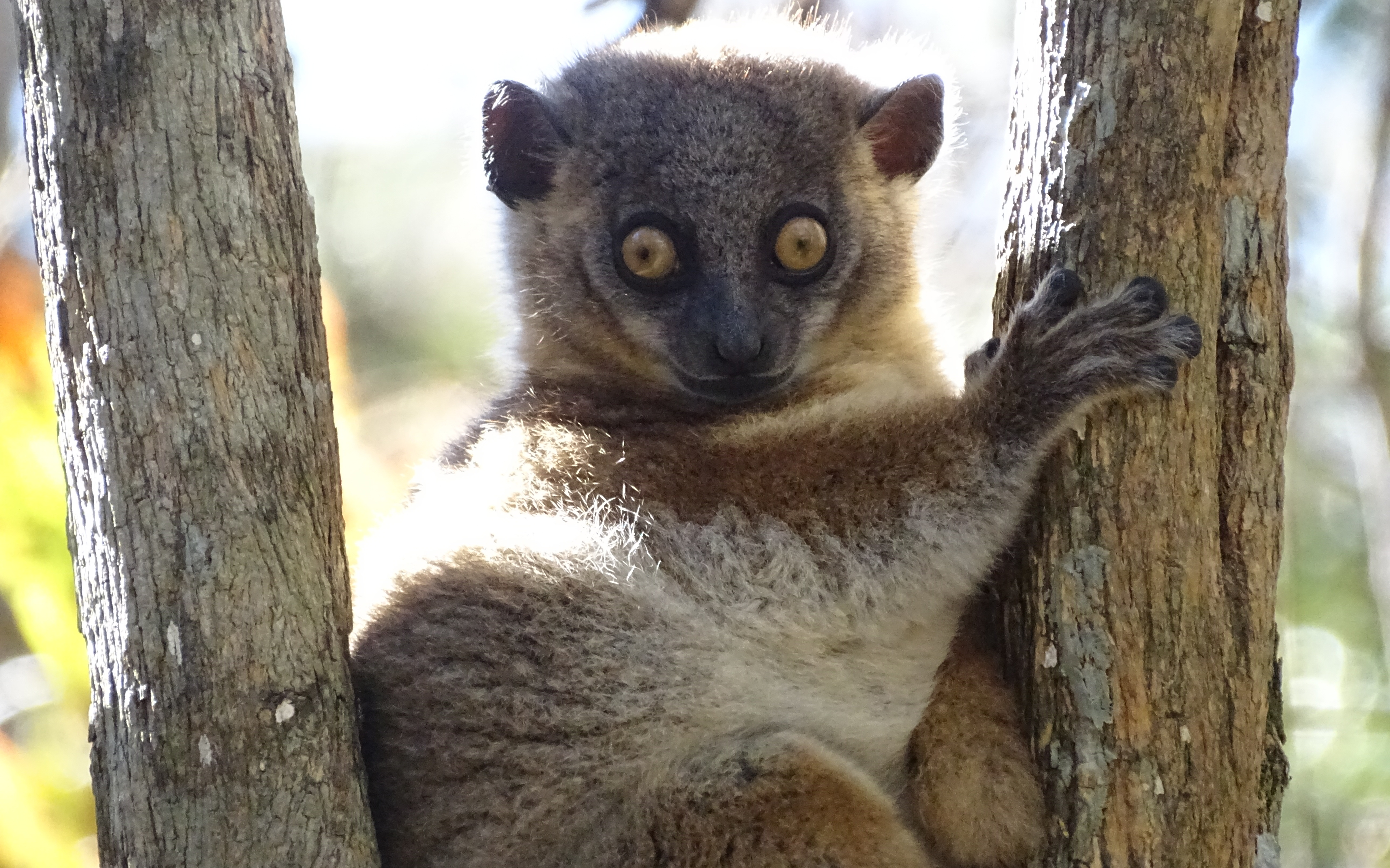
Lepilemur rudawy z rodziny lepilemurowatych

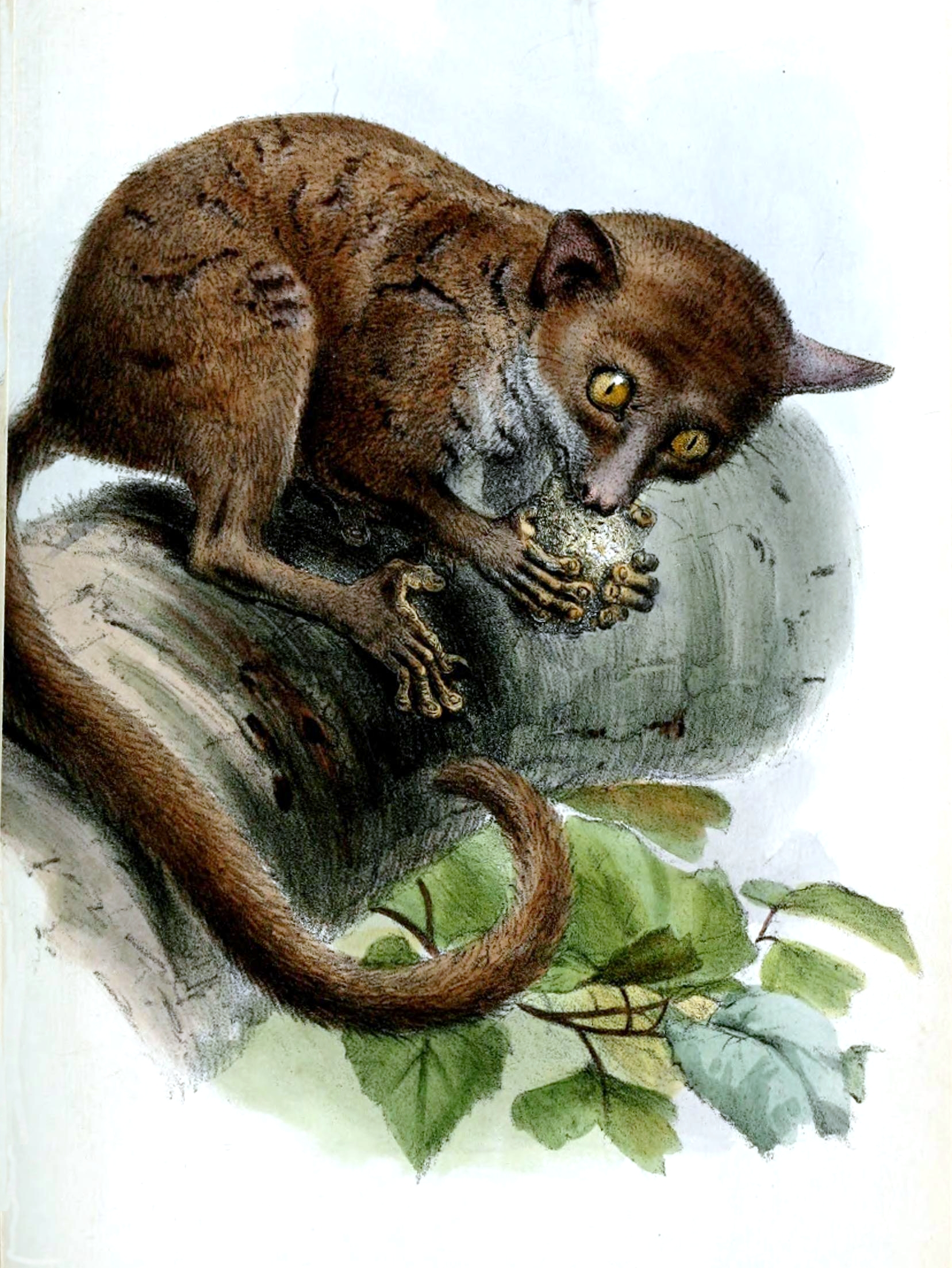
Galagonik karłowaty z rodziny galagowatych żyje na kontynencie afrykańskim

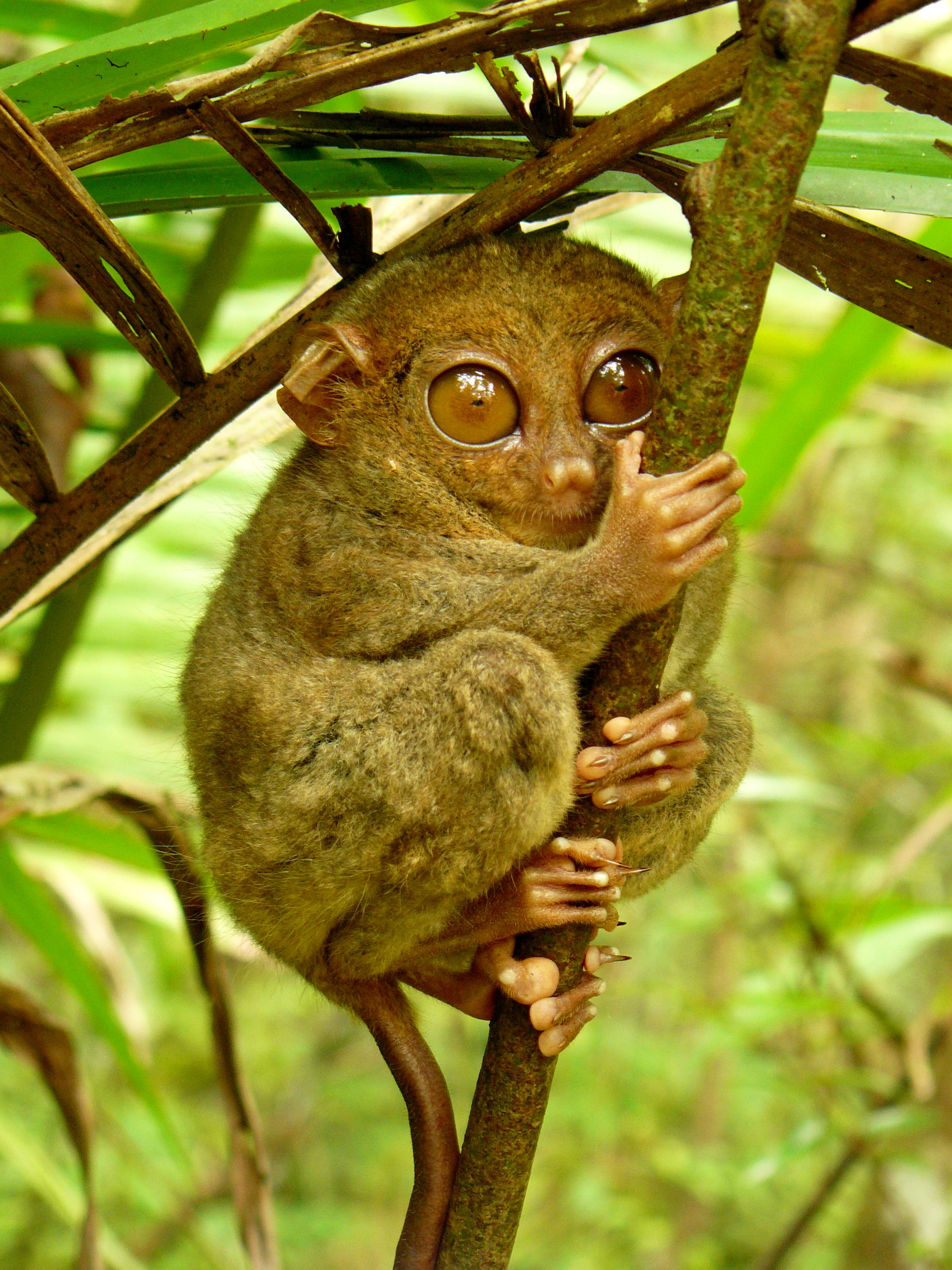
Tarsius syrichta, kiedyś uznawany za małpiatkę, obecnie przeważnie figuruje w Haplorrhini. W 2015 nazwano go po polsku wyrakiem filipińskim

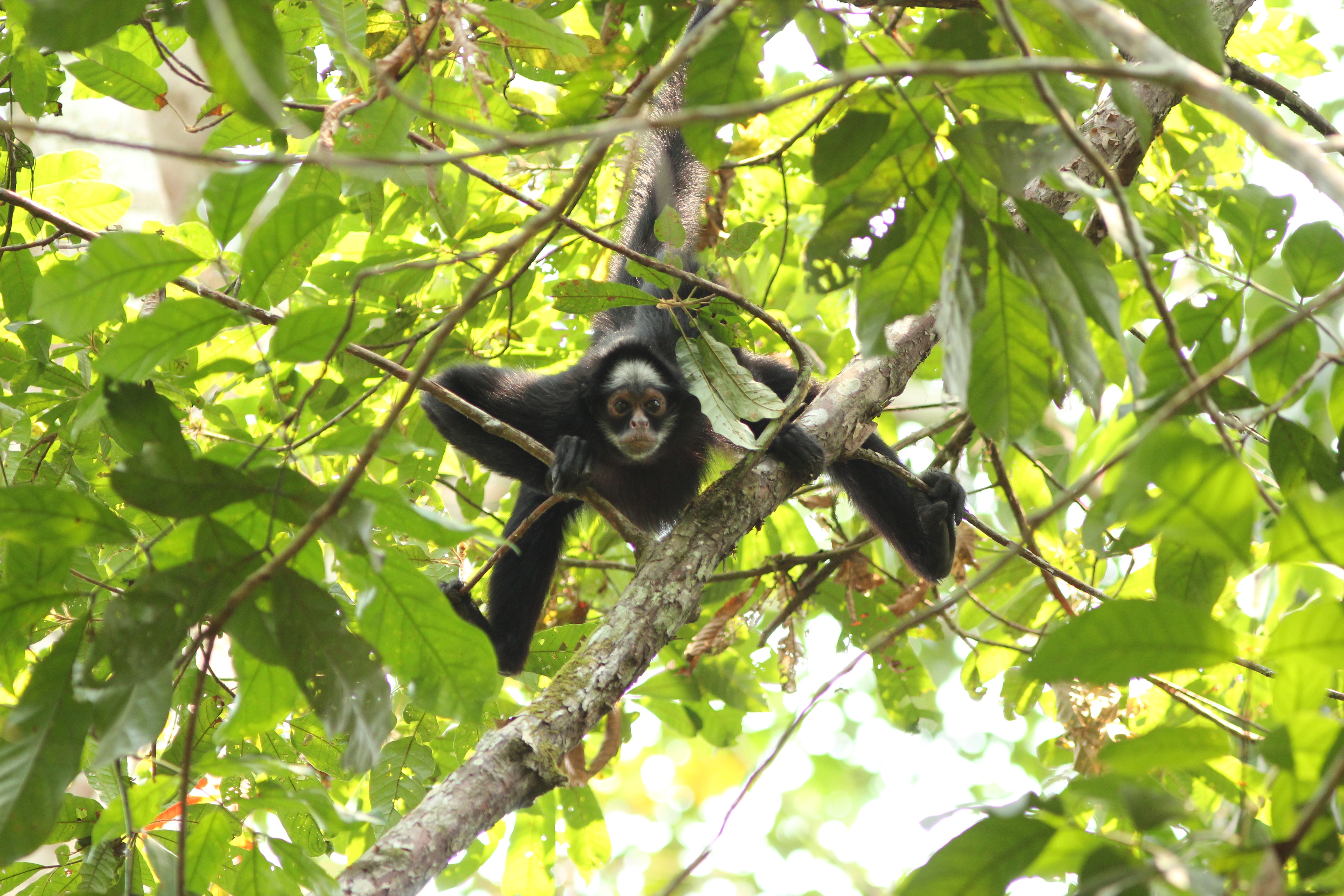
Czepiak białolicy z rodziny czepiakowatych należy do małp Nowego Świata

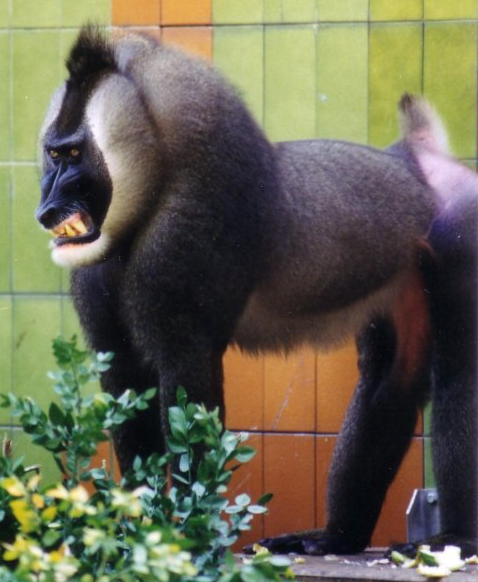
Mandryl równikowy z rodziny koczkodanowatych to małpa Starego Świata

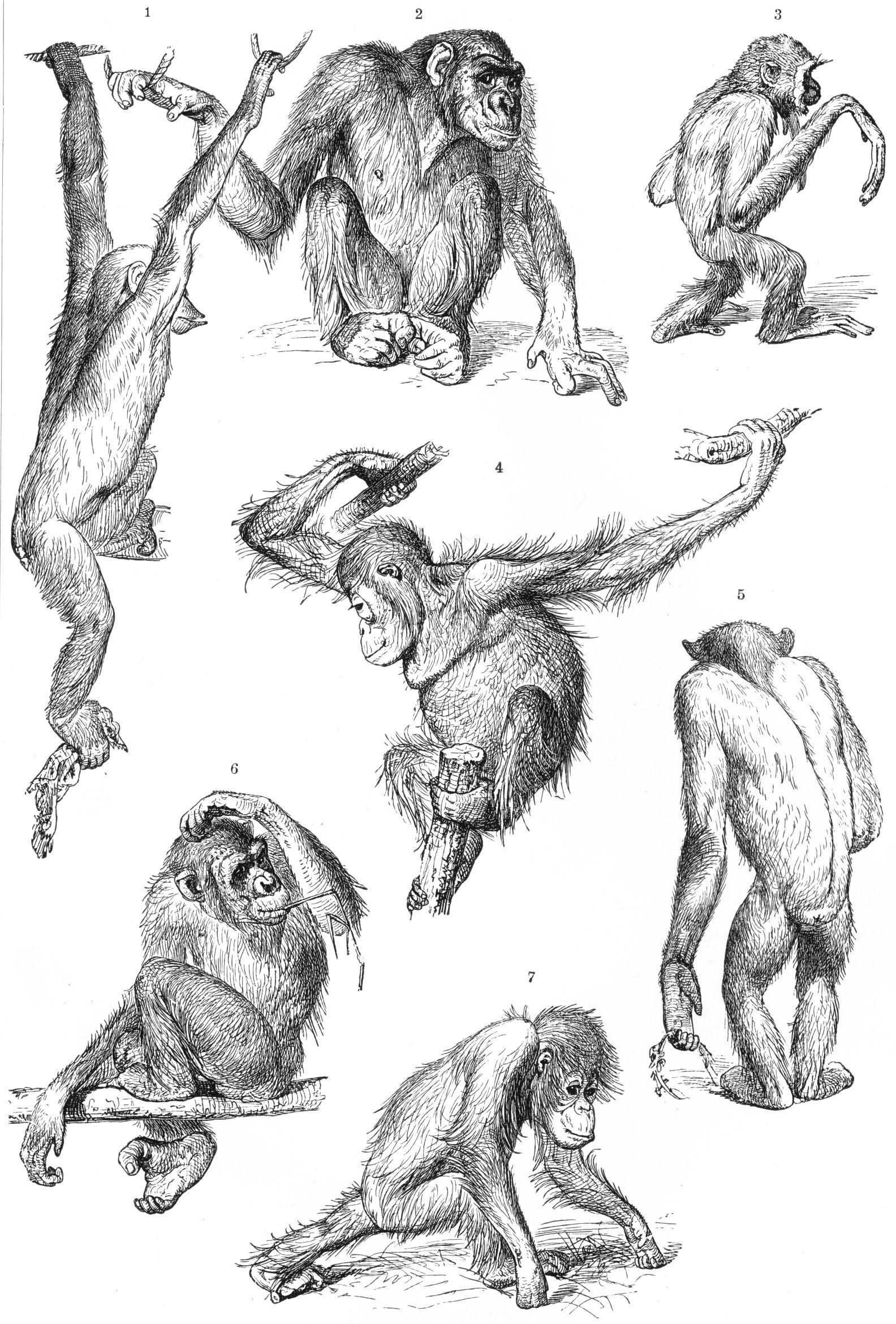
Rysunek z 1927 przedstawiający szympansa podczas brachiacji, gibbona (na górze po prawej) i 2 orangutany, w tym jednego chodzącgo na knykciach (w środku i na dole)

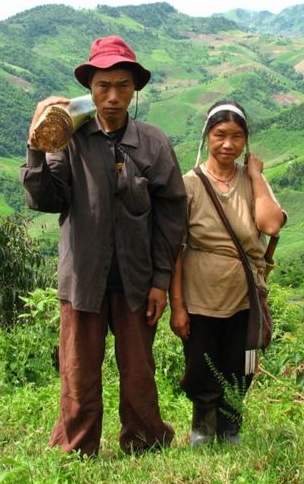
Człowiek rozumny to jedyny współczesny przedstawiciel naczelnych, który w pełni rozwinął dwunożność

Rząd naczelnych ustanowił Karol Linneusz w 1758 w 10. wydaniu Systema Naturae, umieszczając w nim rodzaje Homo (ludzi), Simia (małpy), Lemur (małpiatki) oraz Vespertilio (nietoperze). W pierwszym wydaniu tej książki (1735) używał miana Anthropomorpha dla Homo, Simia i Bradypus (leniwce). W 1839 Henri Marie Ducrotay de Blainville, idąc za przykładem Linneusza i naśladując jego nazewnictwo, utworzył rzędy Secundates (włączając doń nietoperze, owadożerne i drapieżne), Tertiates (zawierające podrząd Glires) i Quaternates (gdzie znalazły się Gravigrada, Pachydermata i przeżuwacze). Obecnie taksony te nie są akceptowane.
Nim Anderson i Jones wprowadzili klasyfikację Strepsirrhini i Haplorhini w 1984, za czym poszła praca McKenny i Bella z 1997 Classification of Mammals: Above the species level, naczelne dzielono na dwie nadrodziny: Prosimii i Anthropoidea. Prosimii obejmowały małpiatki (jako Strepsirrhini) oraz wyrakowate. Termin Anthropoidea obejmował wszystkie małpy.
W obrębie naczelnych wyróżnia się następujące rodziny, zgrupowane za jedną z możliwych klasyfikacji (istnieją również inne sposoby klasyfikacji, na przykład podział współczesnych Strepsirrhini na dwa infrarzędy: Lemuriformes i Lorisiformes).
- Rząd: Primates Linnaeus, 1758 – naczelne
  - Podrząd: Strepsirrhini É. Geoffroy Saint-Hilaire, 1812 – lemurowe
    - Infrarząd: Lemuriformes J.E. Gray, 1821 – lemurokształtne
      - Nadrodzina: Cheirogaleoidea J.E. Gray, 1873 – lemurkowce
        - Rodzina: Cheirogaleidae J.E. Gray, 1873 – lemurkowate

      - Nadrodzina: Lemuroidea J.E. Gray, 1821 – lemurowce
        - Rodzina: Lepilemuridae J.E. Gray, 1870 – lepilemurowate
        - Rodzina: †Megaladapidae Major, 1893
        - Rodzina: Lemuridae J.E. Gray, 1821 – lemurowate
        - Rodzina: †Archaeolemuridae Major, 1896
        - Rodzina: †Palaeopropithecidae Tattersall, 1973
        - Rodzina: Indriidae Burnett, 1828 – indrisowate

    - Infrarząd: Chiromyiformes Anthony & Coupin, 1931 – palczakokształtne
      -         - Rodzina: Daubentoniidae J.E. Gray, 1863 – palczakowate

    - Infrarząd: Lorisiformes Gregory, 1915 – lorisokształtne
      -         - Rodzina: Galagidae J.E. Gray, 1825 – galagowate
        - Rodzina: Lorisidae J.E. Gray, 1821 – lorisowate

  - Podrząd: Haplorrhini Pocock, 1918 – wyższe naczelne
    - Infrarząd: Tarsiiformes Gregory, 1915 – wyrakokształtne
      - Rodzina: Tarsiidae J.E. Gray,  1825 – wyrakowate

    - Infrarząd: Simiiformes Haeckel, 1866 – małpokształtne
      - Parvordo: Platyrrhini É. Geoffroy Saint-Hilaire, 1812 – małpy szerokonose
        - Rodzina: Callitrichidae J.E. Gray, 1821 – pazurkowcowate
        - Rodzina: Aotidae Elliot, 1913 – ponocnicowate
        - Rodzina: Cebidae Bonaparte, 1831 – płaksowate
        - Rodzina: Pitheciidae Mivart, 1865 – sakowate
        - Rodzina: Atelidae J.E. Gray, 1825 – czepiakowate

      - Parvordo: Catarrhini É. Geoffroy Saint-Hilaire, 1812 – małpy wąskonose
        - Nadrodzina: Cercopithecoidea J.E. Gray, 1821 – koczkodanowce
          - Rodzina: Cercopithecidae J.E. Gray, 1821 – koczkodanowate

        - Nadrodzina: Hominoidea J.E. Gray, 1825 – człekokształtne
          - Rodzina: Hylobatidae J.E. Gray, 1870 – gibbonowate
          - Rodzina: Hominidae J.E. Gray, 1825 – człowiekowate

Choć monofilia Lemuroidea i Lorisoidea jest szeroko akceptowana, nazwy kladów to nie dotyczy. Użyta tutaj nazwa pochodzi z popularnej taksonomii wyróżniającej klad cechujący się grzebieniem zębowym jako jeden infrarząd, a wymarłe, nieposiadające grzebienia zębowego Adapiformes w inny, obie włączając w podrząd. Jednak inna popularna taksonomia, alternatywna względem tamtej, umieszcza Lorisidae w ich własnym infrarzędzie Lorisiformes.
Inną klasyfikację proponuje Polskie nazewnictwo ssaków świata.
- Rząd: naczelne (Primates)
  - Podrząd: małpiatki (Prosimii) / podrząd lemurowe (Strepsirrhini)
    - Infrarząd: lemurokształtne (Lemuriformes)
      - Nadrodzina: lemurkowce (Cheirogaleoidea)
        - Rodzina: lemurkowate (Cheirogaleidae)
          - Rodzaje: lemurak (Allocebus), lemurek (Cheirogaleus), mikrus (Mirza), mikrusek (Microcebus), widłogłówka (Phaner)

      - Nadrodzina: lemurowce (Lemuroidea)
        - Rodzina: indrisowate (Indriidae)
          - Rodzaje: awahi (Avahi), indris (Indri), sifaka (Propithecus)

        - Rodzina: lemurowate (Lemuridae)
          - Rodzaje: lemur (Lemur), lemuria (Eulemur), maki (Hapalemur), prolemur (Prolemur), wari (Varecia)

        - Rodzina: lepilemurowate (Lepilemuridae)
          - Rodzaje: lepilemur (Lepilemur)

    - Infrarząd: lorisokształtne (Lorisiformes)
      - Rodzina: galagowate (Galagidae)
        -           - Rodzaje: galago (Galago), galagonik (Galagoides), galagosek (Sciurocheirus), igłoszpon (Euoticus), otolemur (Otolemur)

      - Rodzina: lorisowate (Lorisidae)
        -           - Rodzaje: angwantibo (Arctocebus), kukang (Nycticebus), lori (Loris), nibypotto (Pseudopotto), potto (Perodicticus)

    - Infrarząd: palczakokształtne (Chiromyiformes)
      - Rodzina: palczakowate (Daubentoniidae)
        - Rodzaje: palczak (Daubentonia)

  - Podrząd: wyższe naczelne (Haplorrhini)
    - Infrarząd: wyrakokształtne (Tarsiiformes)
      - Rodzina: wyrakowate (Tarsiidae)
        - Rodzaje: wyrak (Tarsius)

  - Podrząd: małpokształtne (Simiiformes)
    - Infrarząd: małpy szerokonose (Platyrrhini)
      - Rodzina: czepiakowate (Atelidae)
        - Podrodzina: czepiaki (Atelinae)
          - Rodzaje: czepiak (Ateles), muriki (Brachyteles), wełniak (Lagothrix), wełnik (Oreonax)

        - Podrodzina: wyjce (Alouattinae)
          - Rodzaje: wyjec (Alouatta)

      - Rodzina: płaksowate (Cebidae)
        - Podrodzina: kapucynki (Cebinae)
          - Rodzaje: kapucynka (Cebus)

        - Podrodzina: pazurkowce (Callitrichinae)
          - Rodzaje: marmozeta (Leontopithecus), miko (Callimico), pigmejka (Cebuella), tamaryna (Saguinus), uistiti (Callithrix)

        - Podrodzina: sajmiri (Saimiriinae)
          - Rodzaje: sajmiri (Saimiri)

      - Rodzina: ponocnicowate (Aotidae)
        - Rodzaje: ponocnica (Aotus)

      - Rodzina: sakowate (Pitheciidae)
        - Podrodzina: saki (Pitheciinae)
          - Rodzaje: saki (Pithecia), szatanka (Chiropotes), uakari (Cacajao)

        - Podrodzina: titi (Callicebinae)
          - Rodzaje: titi (Callicebus)

    - Infrarząd: małpy wąskonose (Catarrhini)
      - Nadrodzina: koczkodanowce (Cercopithecoidea)
        - Rodzina: koczkodanowate (Cercopithecidae)
          - Podrodzina: gerezy (Colobinae)
            - Rodzaje: duk (Pygathrix), gereza (Colobus), gerezanka (Piliocolobus), hulman (Semnopithecus), langur (Presbytis), lutung (Trachypithecus), nosacz (Nasalis), pagi (Simias), pragereza (Procolobus), rokselana (Rhinopithecus)

          - Podrodzina: koczkodany (Cercopithecinae)
            - Rodzaje: dżelada (Theropithecus), kipunja (Rungwecebus), koczkodan (Cercopithecus), koczkodanek (Allenopithecus), kotawiec (Chlorocebus), makak (Macaca), mandryl (Mandrillus), mangaba (Cercocebus), mangabka (Lophocebus), patas (Erythrocebus), pawian (Papio), talapoin (Miopithecus)

      - Nadrodzina: człekokształtne (Hominoidea)
        - Rodzina: gibbonowate (Hylobatidae)
          - Rodzaje: gibon (Hylobates), gibboniec (Nomascus), hulok (Hoolock), siamang (Symphalangus)

        - Rodzina: człowiekowate, małpy człekokształtne (Hominidae)
          - Rodzaje: człowiek (Homo), goryl (Gorilla), orangutan (Pongo), szympans (Pan)

## Ewolucja
|  | gryzonie Rodentia    |
|  |                      |
|  | zajęczaki Lagomorpha |
|  |                      |

|  | skóroskrzydłe Dermoptera                                                             |
|  |                                                                                      |
|  | \| \| †plezjadapidy Plesiadapiformes \| \| \| \| \| \| naczelne Primates \| \| \| \| |
|  |                                                                                      |
|  | †plezjadapidy Plesiadapiformes                                                       |
|  |                                                                                      |
|  | naczelne Primates                                                                    |
|  |                                                                                      |

|  | †plezjadapidy Plesiadapiformes |
|  |                                |
|  | naczelne Primates              |
|  |                                |

|  | skóroskrzydłe Dermoptera                                                             |
|  |                                                                                      |
|  | \| \| †plezjadapidy Plesiadapiformes \| \| \| \| \| \| naczelne Primates \| \| \| \| |
|  |                                                                                      |
|  | †plezjadapidy Plesiadapiformes                                                       |
|  |                                                                                      |
|  | naczelne Primates                                                                    |
|  |                                                                                      |

|  | †plezjadapidy Plesiadapiformes |
|  |                                |
|  | naczelne Primates              |
|  |                                |

|  | gryzonie Rodentia    |
|  |                      |
|  | zajęczaki Lagomorpha |
|  |                      |

|  | skóroskrzydłe Dermoptera                                                             |
|  |                                                                                      |
|  | \| \| †plezjadapidy Plesiadapiformes \| \| \| \| \| \| naczelne Primates \| \| \| \| |
|  |                                                                                      |
|  | †plezjadapidy Plesiadapiformes                                                       |
|  |                                                                                      |
|  | naczelne Primates                                                                    |
|  |                                                                                      |

|  | †plezjadapidy Plesiadapiformes |
|  |                                |
|  | naczelne Primates              |
|  |                                |

|  | skóroskrzydłe Dermoptera                                                             |
|  |                                                                                      |
|  | \| \| †plezjadapidy Plesiadapiformes \| \| \| \| \| \| naczelne Primates \| \| \| \| |
|  |                                                                                      |
|  | †plezjadapidy Plesiadapiformes                                                       |
|  |                                                                                      |
|  | naczelne Primates                                                                    |
|  |                                                                                      |

|  | †plezjadapidy Plesiadapiformes |
|  |                                |
|  | naczelne Primates              |
|  |                                |

Rząd naczelnych (Primates) stanowi część kladu Euarchontoglires, zagnieżdżonego z kolei w kladzie ssaków wyższych (Eutheria) gromady ssaków. Niedawne badania genetyki molekularnej naczelnych, skóroskrzydłych i wiewióreczników wykazały, że dwa gatunki skóroskrzydłych są bliżej spokrewnione z naczelnymi, niż z wiewiórecznikami, mimo że tupaje uznawano niegdyś za naczelne. Te trzy rzędy tworzą razem klad euarchontów (Euarchonta). Wraz z kladem siekaczowców (Glires, obejmującym gryzonie plus zajęczaki) tworzy klad Euarchontoglires. Rangę nadrzędu nadaje się różnie, i Euarchonta, i Euarchontoglires. Niektórzy naukowcy uznają skóroskrzydłe (Dermoptera) za podrząd naczelnych i wyróżniają podrząd Euprimates na określenie „właściwych” naczelnych.

### Ewolucja
Linia naczelnych oddzieliła się przynajmniej 65 milionów lat temu, choć najstarsze znane ze skamielin naczelne pochodzą z późnego paleocenu z Afryki (Altiatlasius) lub z paleoceńsko-eoceńskiej wymiany pomiędzy kontynentami północnymi, około 55 milionów lat temu (Cantius, Donrussellia, Altanius i Teilhardina). Z badań genetycznych wynika, że przodkowie naczelnych oddzielili się od pozostałych ssaków w środkowej części kredy, ok. 85 mln lat temu.
W ujęciu kladystycznym naczelne są monofiletyczne. Uważa się ogólnie, że podrząd Strepsirrhini odłączył się od linii prymitywnych naczelnych około 63 milionów lat temu, choć istnieją też dane wskazujące na wcześniejsze daty. Siedem rodzin Strepsirrhini obejmuje 5 spokrewnionych ze sobą rodzin Lemuroidea oraz dwie rodziny: lorisowate i galagowate. Starsze schematy klasyfikacyjne włączają lepilemurowate do lemurowatych i galagowate do lorisowatych, proponując podział na 4+1 rodzin zamiast dzisiejszego 5+2. W eocenie większość kontynentów północnych zdominowały dwie grupy: Adapiformes i Omomyidae. Te pierwsze uważa się za Strepsirrhini, jednakże nie miały one grzebienia zębowego jak współczesne Lemuroidea. Niedawne analizy pokazały, że należy do nich Darwinius masillae. Druga grupa była blisko spokrewniona z wyrakami i małpami. Jednakże powiązania tych dwóch grup ze współczesnymi naczelnymi pozostają niejasne. Omomyidae zniknęły około 30 milionów lat temu, natomiast Adapiformes – 10 milionów lat temu.

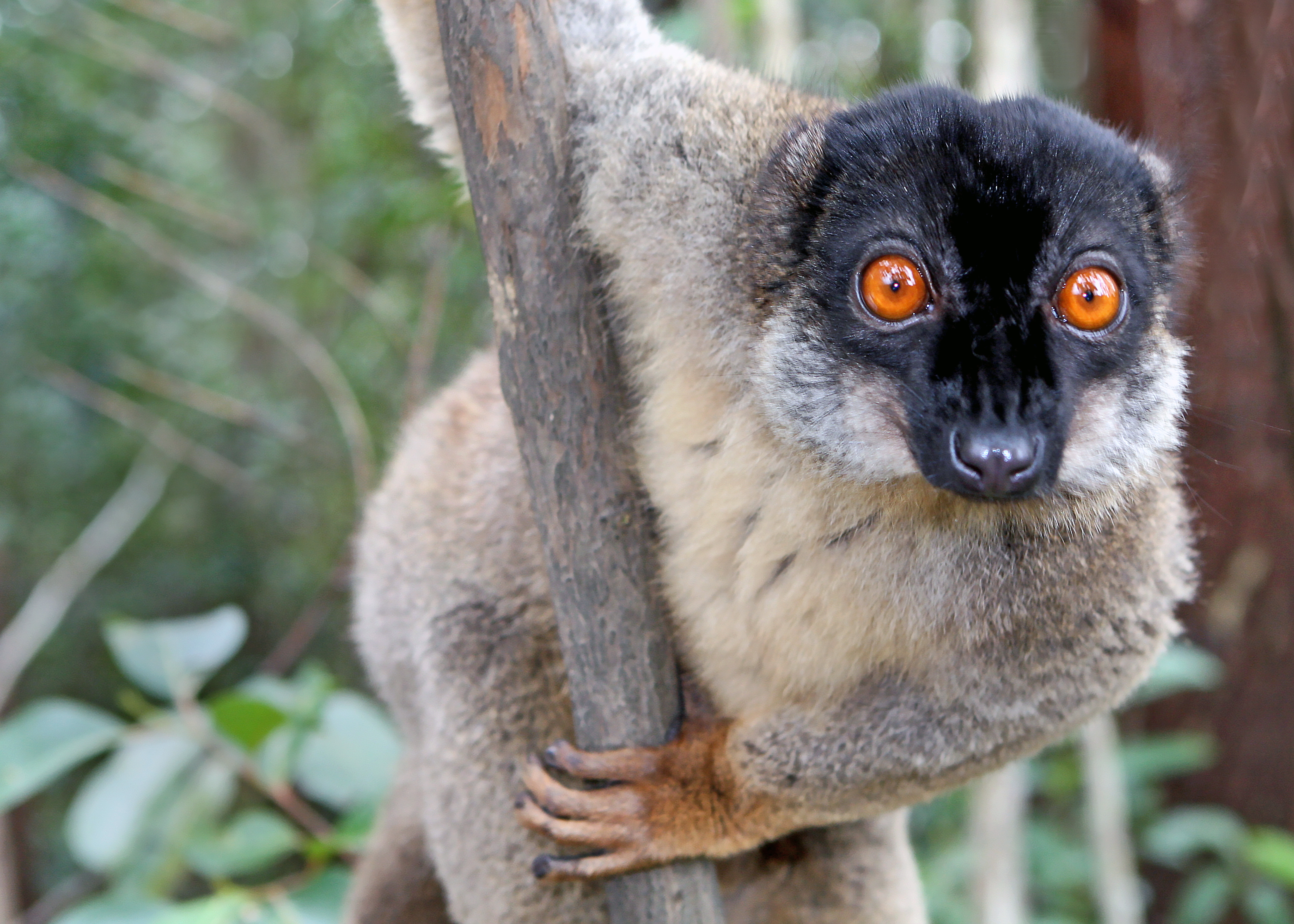
Eulemur fulvus – przedstawiciel Strepsirrhini z rodziny lemurowatych

Zgodnie z badaniami genetycznymi madagaskarskie Lemuroidea oddzieliły się od lorisowatych szacunkowo 75 milionów lat temu. Badania te, jak też dowody chromosomalne i molekularne pokazują, że grupy te są ze sobą bliżej spokrewnione niż z innymi Strepsirrhini. Jednakże Madagaskar oddzielił się od Afryki 160 milionów lat temu, a od Indii 90 milionów lat temu. Te fakty biorąc pod uwagę, populacja założycielska Lemuroidea złożona z kilku osobników dotarła na Madagaskar z Afryki poprzez pojedynczy rejs na tratwie, który miał miejsce w okresie od 80 mln a 50 mln lat temu. Sprawdzono też inne możliwości kolonizacji, jak wielokrotna kolonizacja z Afryki i Indii, lecz żadnej z nich nie wspierają dowody genetyczne ani molekularne.

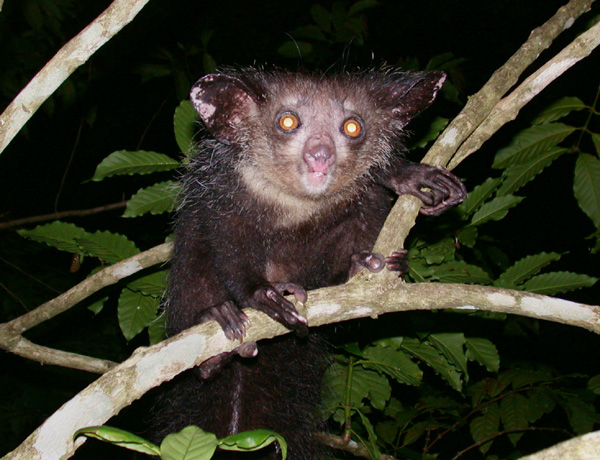
Palczak madagaskarski

Do niedawna trudno było umiejscowić wśród Strepsirrhini palczaka madagaskarskiego. Zaproponowano różne wyjścia. Jego rodzinę palczakowatych umieszczano wśród Lemuriformes, co oznaczałoby, że jego przodkowie oddzielili się od linii Lemuroidea już po podziale na Lemuroidea i Lorisoidea, bądź jako grupę siostrzaną wszystkich innych Strepsirrhini. W 2008 potwierdzono najbliższe pokrewieństwo palczakowatych z innymi Lemuroidea Madagaskaru; prawdopodobnie pochodzą one od tej samej populacji, która niegdyś skolonizowała wyspę.
Podrząd Haplorrhini tworzą dwa siostrzane klady. Wyrakowate – monotypowa rodzina w infrarzędzie Tarsiiformes – reprezentuje najbardziej pierwotną ich grupę, powstałą około 58 mln lat temu. Najwcześniejszy znany szkielet przedstawiciela Haplorrhini należy do żyjącego przed 55 milionami lat przypominającego wyraka Archicebus a znaleziono go w środkowych Chinach, co wspiera podejrzewane wcześniej azjatyckie pochodzenie grupy. Infrarząd Simiiformes, obejmujący małpy, powstał 40 milionów lat temu  możliwe, że także w Azji. Jeśli tak było, to niedługo później nastąpiła ich dyspersja oceaniczna poprzez Ocean Tetydy do Afryki. Wyróżnia się 2 klady Simia w randze parworzędów: małpy wąskonose (Catarrhini), które rozwijały się w Afryce i składają się z makakowatych (małp Starego Świata), ludzi i małp człekokształtnych, oraz małpy szerokonose (Platyrrhini), które rozwijały się w Ameryce Południowej  i  do których należą małpy Nowego Świata. Trzeci klad, obejmujący rozwijające się w Azji Eosimiidae, zniknął przed milionami lat.
Tak jak jest w przypadku Lemuroidea, małpy Nowego Świata mają niejasne pochodzenie. Badania molekularne sekwencji DNA jądrowego przyniosły różniące się daty podziału na Platyrrhini i Catarrhini, pomiędzy 33 i 70 milionami lat temu. Natomiast badania 7 genów DNA mitochondrialnego przeprowadzone przez zespół Chatterjee określiły ten czas na 43 miliony temu lat.
Kolonizację Ameryki Południowej (kontynentu wyspowego od kredy późnej do wytworzenia się pomostu lądowego z Ameryką Północną w pliocenie) przez naczelnych porównuje się do kolonizacji tego kontynentu przez gryzonie Caviomorpha. Zespół Poux na podstawie analizy Bayesa sekwencji 3 genów jądrowych oszacował czas dotarcia małp na ten kontynent na pomiędzy 37,0 ± 3,0 miliony lat a 16,8 ± 1 miliona lat. Ta pierwsza wartość wyznacza czas oddzielenia się linii małp szerokonosych, druga natomiast – ich radiacji. Pierwsze skamieliny małp południowoamerykańskich pochodzą z oligocenu, czyli sprzed 35-35,6 milionów lat (Branisella boliviana). Jedna z hipotez podaje, że małpy zasiedliły Amerykę Południową tak jak gryzonie, w późnym eocenie poprzez dyspersję z Ameryki Północnej. Nie ma na to jednak dowodów. Obecnie uważa się raczej, że zwierzęta te najprawdopodobniej dostały się na kontynent południowoamerykański przez Ocean Atlantycki pod koniec eocenu bądź na początku oligocenu.
Badacze sugerują, że niewielkie (jednokilogramowe) naczelne mogły przetrwać do 13 dni na tratwie pozbawionej pokarmu.

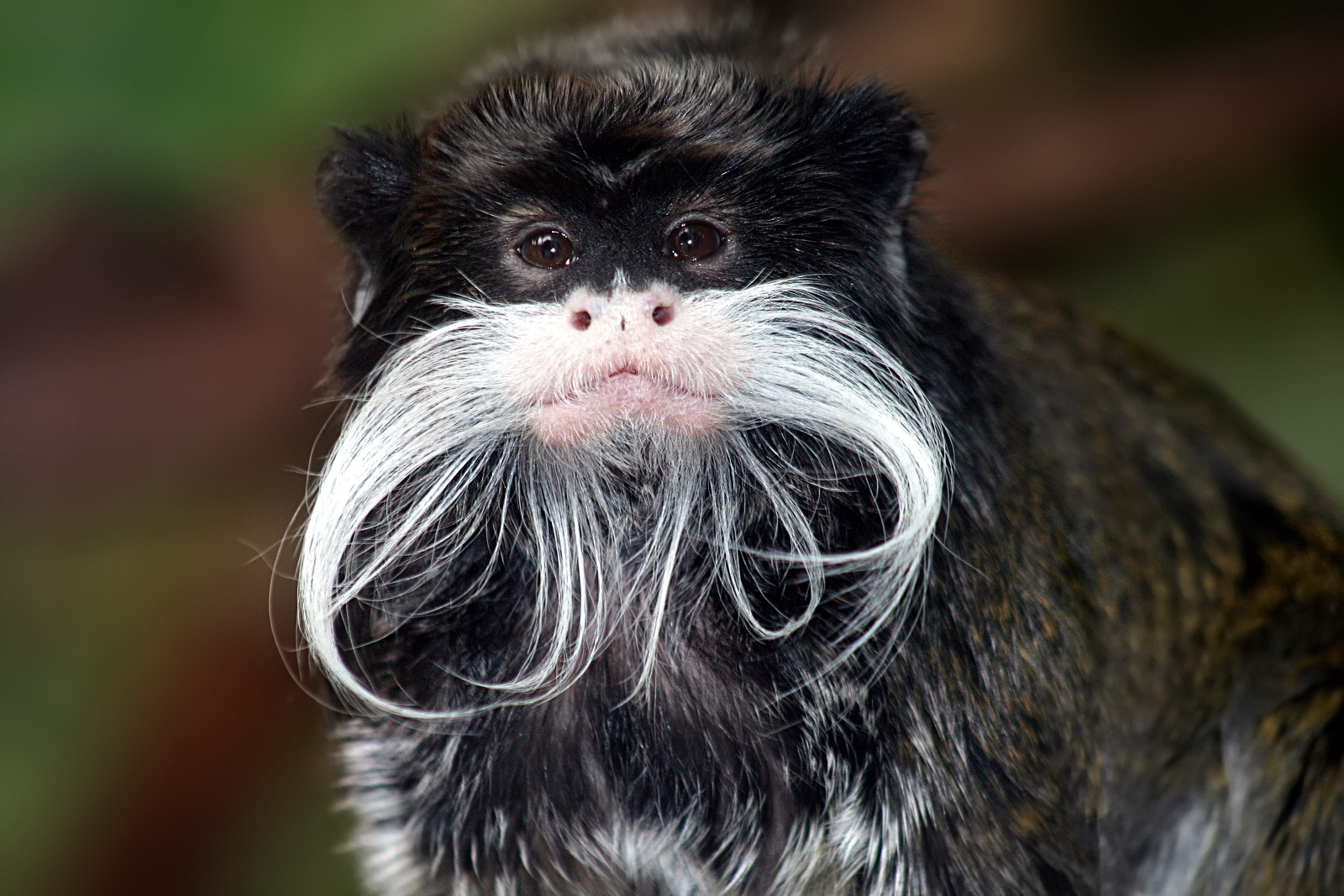
Tamaryna wąsata z rodziny pazurkowcowatych należy do małp Nowego Świata

Małpy zwierzokształtne rozprzestrzeniły się z Afryki na Europę i Azję, rozpoczynając dyspersję w epoce mioceńskiej. Niedługo później Lorisoidea i wyraki podążyły tą samą drogą. Pierwsze skamieniałości Homininae odkryto w północnej Afryce. Datuje się je na 5–8 milionów lat. Małpy Starego Świata zniknęły w Europie około 1,8 miliona lat temu. Obecnie poza człowiekiem Europę zamieszkuje tylko makak berberyjski, introdukowany na Gibraltarze. Badania molekularne i skamieniałości ogólnie pokazały, że ludzie współcześni powstali w Afryce 100 000–200 000 lat temu.
Choć naczelne w porównaniu z innymi grupami zwierząt przebadano dobrze, niedawno odkryto kilka nowych gatunków, a testy genetyczne ujawniły wcześniej nierozpoznawane gatunki wśród znanych już populacji. Primate Taxonomy w 2001 wymieniała około 350 gatunków; jej autor, Colin Groves, podwyższył tę liczbę do 376 w 3. wydaniu Mammal Species of the World (MSW3). Od kompilacji taksonomii w 2003 w MSW3 zwiększono liczbę gatunków do 424, podgatunków zaś do 658.

### Mieszańce
Mieszańce naczelnych zazwyczaj powstają w niewoli, ale odnotowywano też takie przypadki na wolności. Krzyżowanie zdarza się, gdy zasięg występowania dwóch gatunków zachodzi na siebie, tworząc strefy hybrydyzacji. Krzyżówki mogą też być tworzone przez ludzi trzymających te zwierzęta w zoo bądź z powodu presji środowiska, np. drapieżnictwa. Hybrydyzacja międzyrodzajowa, a więc krzyżowanie się osobników należących do różnych rodzajów, została zaobserwowana na wolności. Choć należą do rodzajów, których linie rozdzieliły się przed milionami lat, dżelada i pawian płaszczowy ciągle rozmnażają się ze sobą.

## Anatomia, fizjologia i morfologia
Naczelne cechują się skierowanymi do przodu oczyma ulokowanymi na przedzie czaszki. Widzenie obuoczne pozwala im na dokładną ocenę odległości, ważną podczas brachiacji, wykorzystywanej też przez przodków wszystkich człowiekowatych. Wał kostny sklepienia oczodołu wzmacnia słabe kości twarzy, poddane naprężeniom podczas żucia. Lemurowe posiadają kostny wał zaoczodołowy chroniący oczy. Dla odmiany wyższe naczelne rozwinęły w trakcie ewolucji oczodoły w pełni zamknięte.

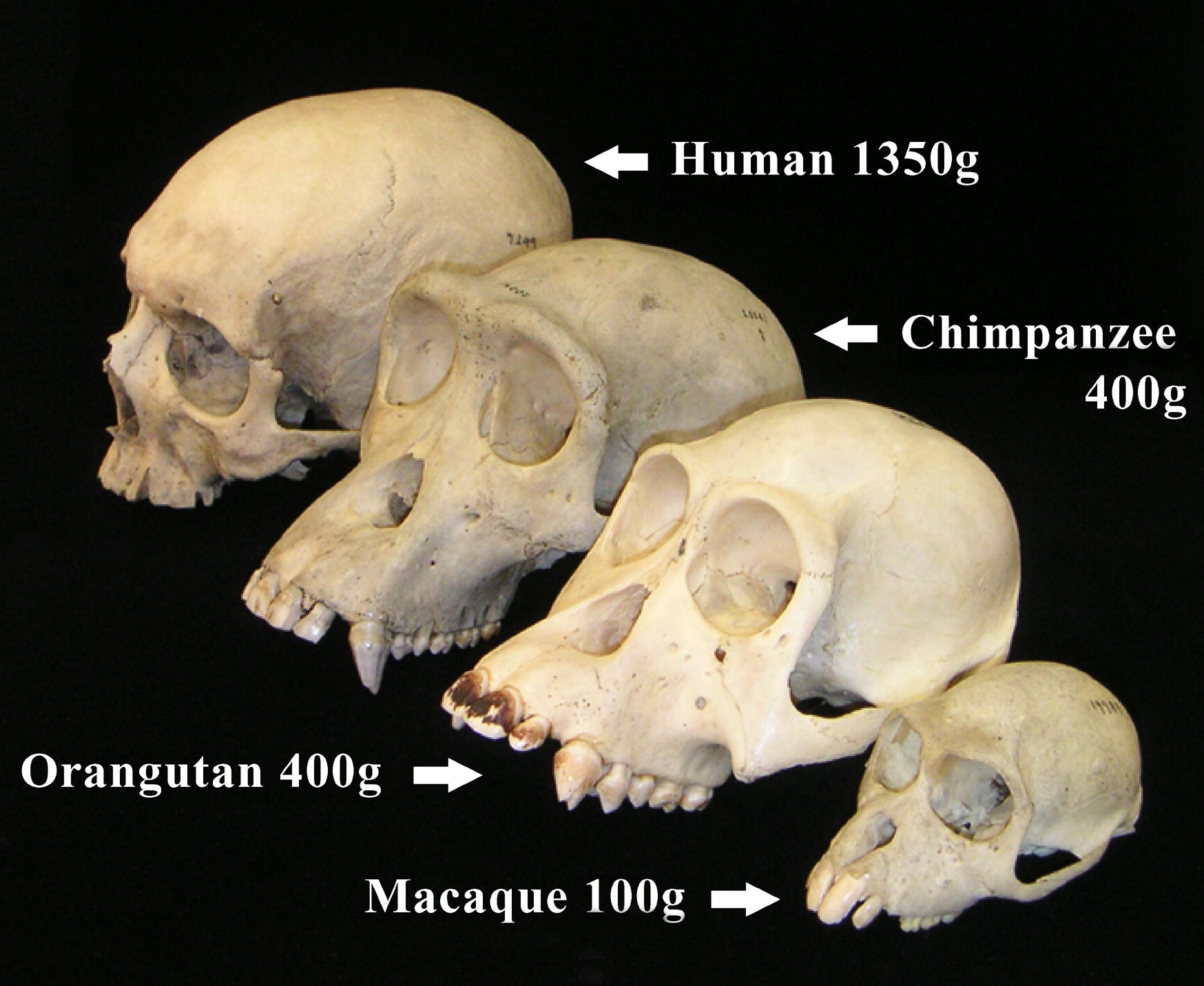
Czaszki naczelnych, zaznaczono mózgi

Szkielet naczelnych cechuje się dużą czaszką, szczególnie dobrze rozwiniętą u małpokształtnych. Czaszka ochrania duży względem wielkości ciała mózg, charakterystyczny dla tej grupy. Pojemność czaszki u człowieka jest trzykrotnie większa niż największa u pozostałych naczelnych, co odzwierciedla wielkość mózgu. U człowieka średnia pojemność czaszki wynosi 1,201 cm³, u goryla 469 cm³, u szympansa 400 cm³, u orangutana 397 cm³.

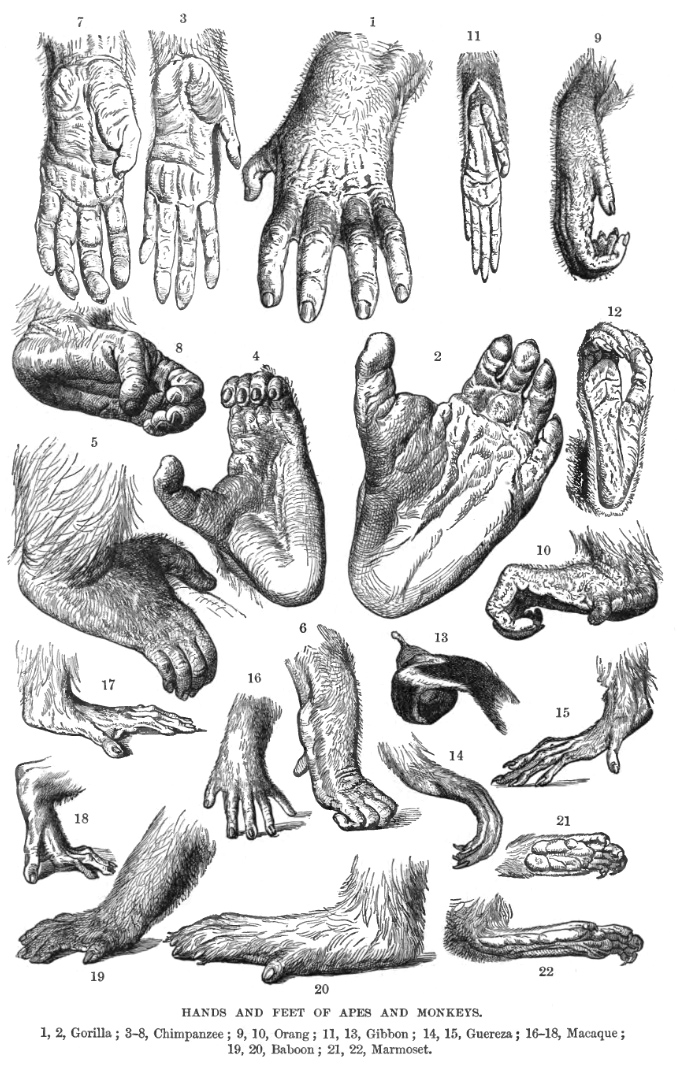
Rysunek z 1893 przedstawiający ręce i stopy różnych naczelnych

Naczelne mają ogólnie 5 palców na każdej z kończyn, a ich palce kończą się keratynowymi paznokciami. Wewnętrzna strona dłoni i stóp ma czułe opuszki palców na paliczkach dystalnych. Większość przedstawicieli dysponuje przeciwstawnym kciukiem, stanowiącym charakterystyczną cechę naczelnych, występującą jednak także poza tym rzędem, przykładowo u dydelfokształtnych. Kciuki pozwalają pewnym gatunkom na wykorzystywanie narzędzi. Połączenie przeciwstawnego kciuka, krótkich paznokci zamiast pazurów i długich, zginających się do wnętrza dłoni palców stanowi pozostałość przystosowania do chwytania gałęzi przez przodków, pozwoliła ona pewnym naczelnym na rozwinięcie brachiacji, która stała się dlań ważnym środkiem lokomocji. Małpiatki mają paznokcie przypominające pazury na drugim palcu każdej stopy. Wykorzystują go do prowadzenia toalety.

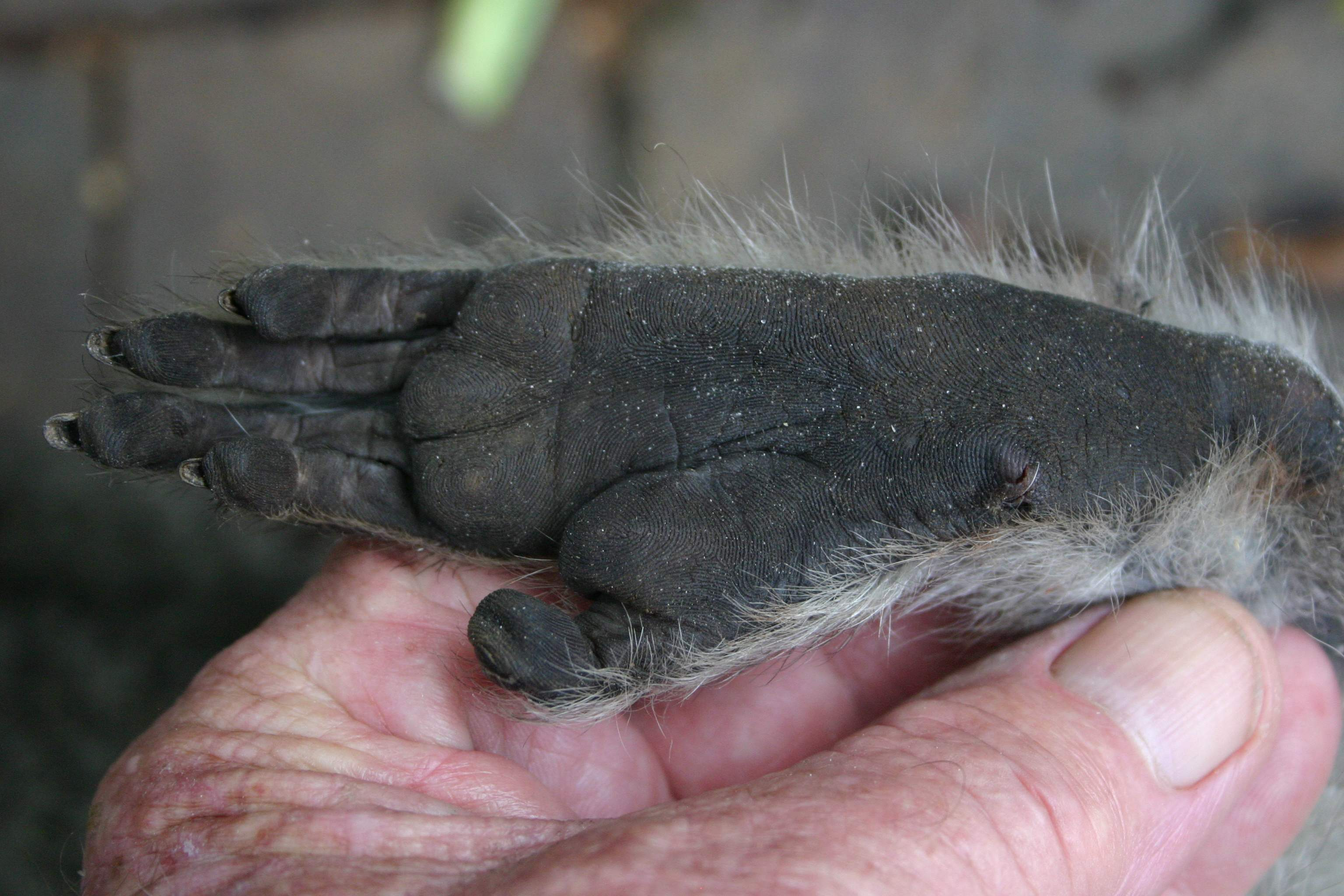
Stopa kotawca sawannowego, widać linie papilarne na podeszwie

Obojczyk naczelnych wchodzi w skład obręczy barkowej jako jej ważny element. Pozwala to na znaczną ruchomość w stawie barkowym. Małpy człekokształtne dysponują bardziej ruchomym stawem ramiennym i ręką z powodu grzbietowego położenia łopatki, szerokiej klatki piersiowej, bardziej spłaszczonej w kierunku strzałkowym, i krótszemu, mniej ruchomym kręgosłupowi w porównaniu z małpami Starego Świata, o niższych kręgach znacznie zredukowanych, co u niektórych gatunków doprowadziło do utraty ogona. Koczkodanowce w przeciwieństwie do nich w większości posiadają ogony. Czepiakowate, w tym wyjec, czepiak, muriki i wełniak, oraz kapucynki mają chwytny ogon. Zwykle samce cechuje zwisające prącie i jądra w mosznie.
Trend ewolucyjny naczelnych prowadził w kierunku redukcji pyska. Koczkodanowce odróżnia się od małp Nowego Świata po budowie nosa, od małp człekokształtnych zaś po uzębieniu. U małp szerokonosych nozdrza otwierają się ku bokom, u koczkodanowców zaś do dołu. Wzór zębowy naczelnych wykazuje znaczne zróżnicowanie. Niektóre utraciły większość siekaczy, a wszystkie – przynajmniej 1 dolny siekacz. U większości lemurowych dolne siekacze i kły tworzą grzebień zębowy, wykorzystywany do toalety i czasami podczas żerowania, a pierwszy dolny przedtrzonowiec przybiera kształt kła. Koczkodanowce mają 8 przedtrzonowców, małpy szerokonose zaś 12. Wśród małp Starego Świata człekokształtne i koczkodanowce różnią się od siebie liczbą guzków na zębach trzonowych: u człekokształtnych występuje zazwyczaj 5 guzków, u koczkodanowców 4, aczkolwiek u ludzi może ich być po 4 lub 5.

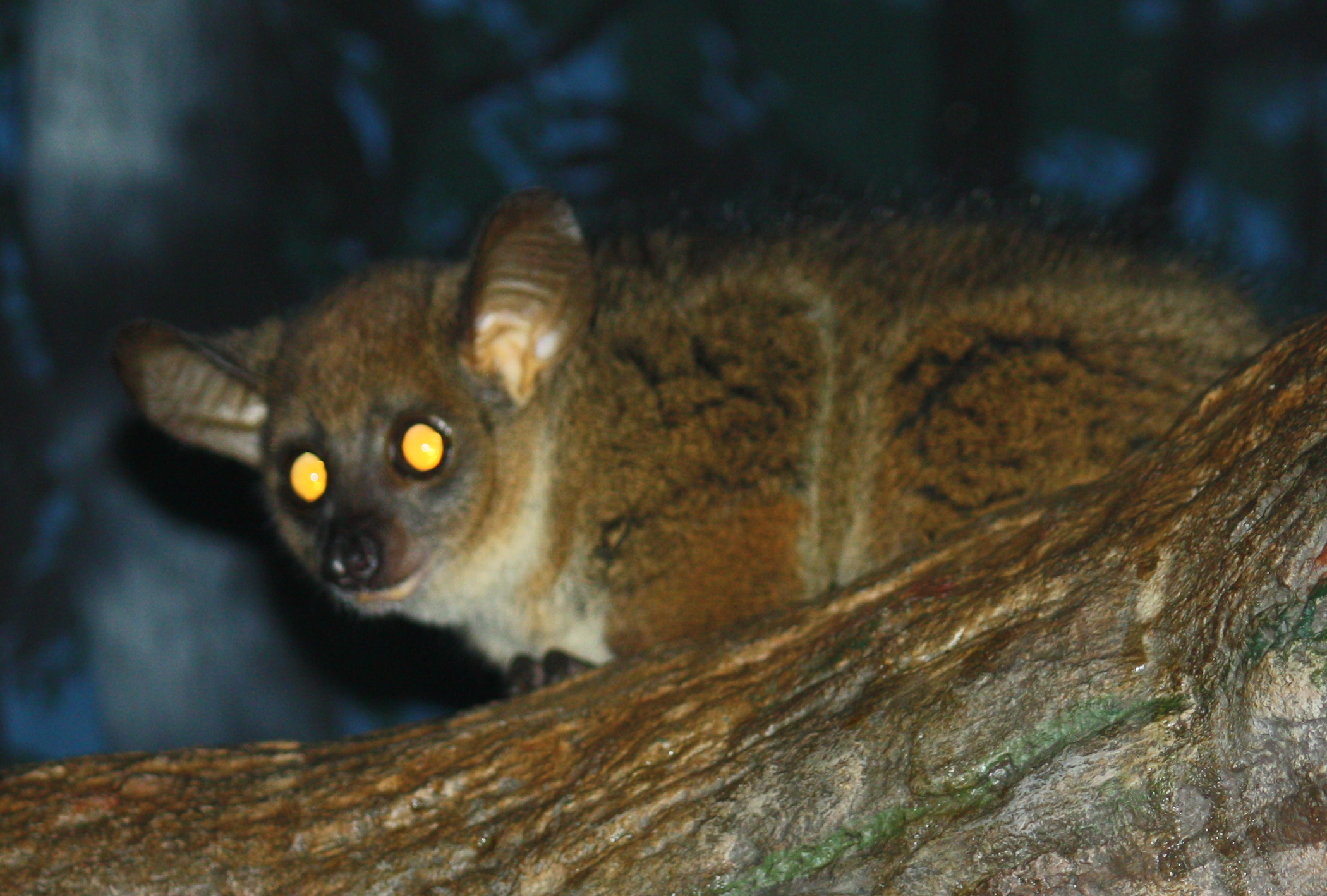
Błona odblaskowa otolemura drobnouchego, typowa dla małpiatek, odbija błysk światła aparatu fotograficznego

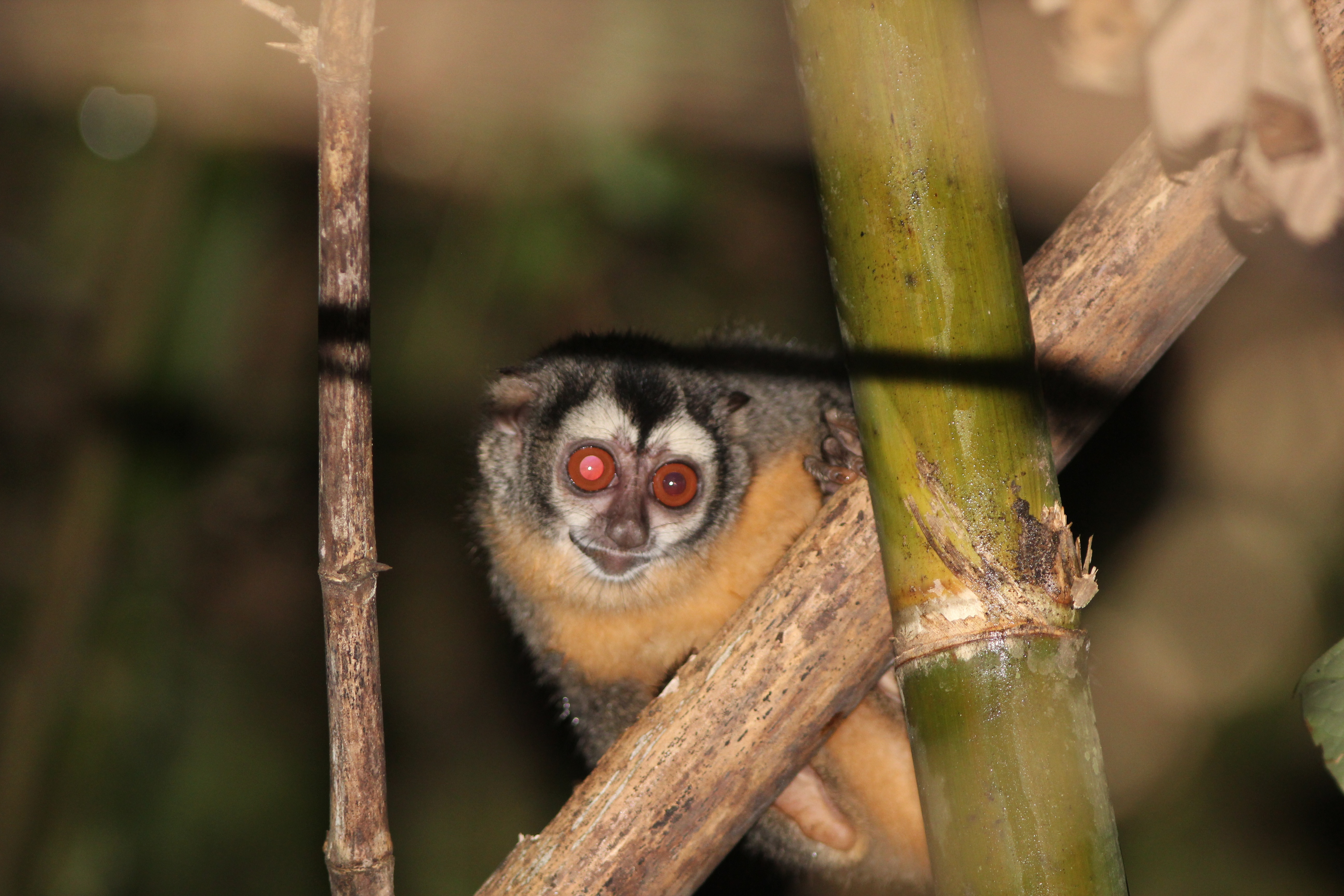
Ponocnica brazylijska z rodziny ponocnicowatych wiedzie nocny tryb życia, nie musi więc dobrze rozpoznawać barw

Główny trend ewolucyjny naczelnych obejmował rozwój mózgu, zwłaszcza zaś kory nowej zaliczanej do kory mózgu, zaangażowanej w percepcję zmysłową, nadzorowanie ruchów, myślenie przestrzenne, świadomość, a u ludzi także język. Podczas gdy inne ssaki polegają w znacznym stopniu na węchu, nadrzewne życie naczelnych doprowadziło do tego, że wykorzystują głównie dotyk i wzrok. Badania Gilada i współpracowników dotyczące mniejszej liczby genów związanych z odczuwaniem zapachów u naczelnych ujawniły, że pogorszenie węchu w tej grupie zwierząt postępowało wraz z rozwojem widzenia trójbarwnego. Szczególnie dużo genów kodujących receptory węchowe przekształciło się w pseudogeny u człowieka rozumnego – ponad połowa, a wedle starszych danych 63% z ponad 900 genów. U innych małp człekokształtnych swoją funkcję straciło ponad 30% genów receptorów węchowych, dla koczkodanowców odsetek ten osiąga również około 30%. Znacznie mniej pseudogenów receptorów węchowych (kilkanaście procent) mają małpy Nowego Świata, jak też małpiatki (lemuria manguścia). Wyjątek stanowi wyjec z wynikiem ponad 30% (badanym gatunkiem był wyjec czarny) – cechujący się w pełni rozwiniętym widzeniem trójbarwnym.
Ewolucja widzenia barwnego u naczelnych jest wyjątkowa wśród łożyskowców. Podczas gdy zaliczani do wczesnych kręgowców przodkowie naczelnych widzieli w trzech kolorach, prowadzące nocne tryb życia ciepłokrwiste ssaki ery mezozoicznej straciły jeden z trzech rodzajów czopków siatkówki. Ryby, gady i ptaki widzą więc trójchromatycznie bądź tetrachromatycznie, podczas gdy wszystkie ssaki z wyjątkiem naczelnych właśnie i torbaczy widzą dichromatycznie bądź nawet monochromatycznie, co oznacza całkowitą ślepotę barwną. Nocne naczelne, jak ponocnicowate czy galagowate, odróżniają jedynie odcienie szarości. Catarrhini widzą zazwyczaj trójchromatycznie dzięki duplikacji genu czerwono-zielonej opsyny, do której doszło u ich przodka przed 30-40 milionami lat. Natomiast wśród Platyrrhini trójchromatyzm nie występuje u wszystkich ich przedstawicieli. W szczególności samice muszą być heterozygotami dwóch alleli genu opsyny, czerwonego i zielonego, zajmujących ten sam locus chromosomu X. Mogą więc widzieć w dwóch lub trzech kolorach. Natomiast samce mogą być jedynie dichromatyczne. Pełne widzenie barwne występuje tylko u wyjców i rozwinęło się niezależnie od widzenia barwnego małp Starego świata. Widzenie barwne u Strepsirrhini nie jest tak dobrze poznane. Jednak badania wskazują u nich na zakres widzianych barw podobny do spotykanego u Platyrrhini.
Jak Catarrhini, należące do szerokonosych wyjce wykazują zazwyczaj widzenie trójbarwne, które umożliwiła niedawna w sensie ewolucyjnym duplikacja genu. Wyjce należą do najbardziej wyspecjalizowanych zwierząt liściożernych wśród małp Nowego Świata. Owoce nie stanowią głównego składnika ich jadłospisu. Rodzaj liści, które preferują (młode, odżywcze, łatwostrawne), rozpoznawany jest jedynie dzięki barwom czerwonej i zielonej. Badania terenowe preferencji pokarmowych wyjców sugerują, że całkowity trichromatyzm utrwalił się dzięki selekcji środowiskowej.

### Dymorfizm płciowy

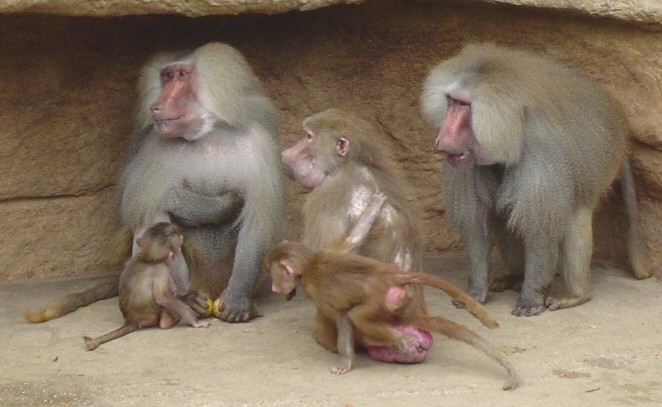
Wyraźny dymorfizm płciowy występuje u pawianów płaszczowych z rodziny koczkodanowatych. Na zdjęciu samica i 2 samce

Małpokształtne często wykazują dymorfizm płciowy, aczkolwiek u małp Starego Świata, w tym małp człekokształtnych, jest on lepiej wyrażony niż u szerokonosych. U naczelnych samce i samice zazwyczaj różnią się masą ciała i wielkością kłów, jak też barwą sierści i skóry czy cechami twarzy, jak większy prognatyzm czy węższa i głębsza szczęka u samców.
Dymorfizm można powiązać z różnymi czynnikami, jak system rozrodu, wielkość, habitat i pożywienie.
Analizy porównawcze przyczyniły się do kompletniejszego zrozumienia powiązań pomiędzy doborem płciowym, doborem naturalnym i systemem rozrodu u naczelnych. Wykazano, że dymorfizm płciowy wynika ze zmian ewolucyjnych dotyczących zarówno cech samców, jak i samic. Pewne dowody kopalne wskazują na ewolucję równoległą dymorfizmu, a pewne wymarłe człowiekowate prawdopodobnie rozwinęły dymorfizm w stopniu większym niż jakikolwiek współczesny naczelny.

### Poruszanie się

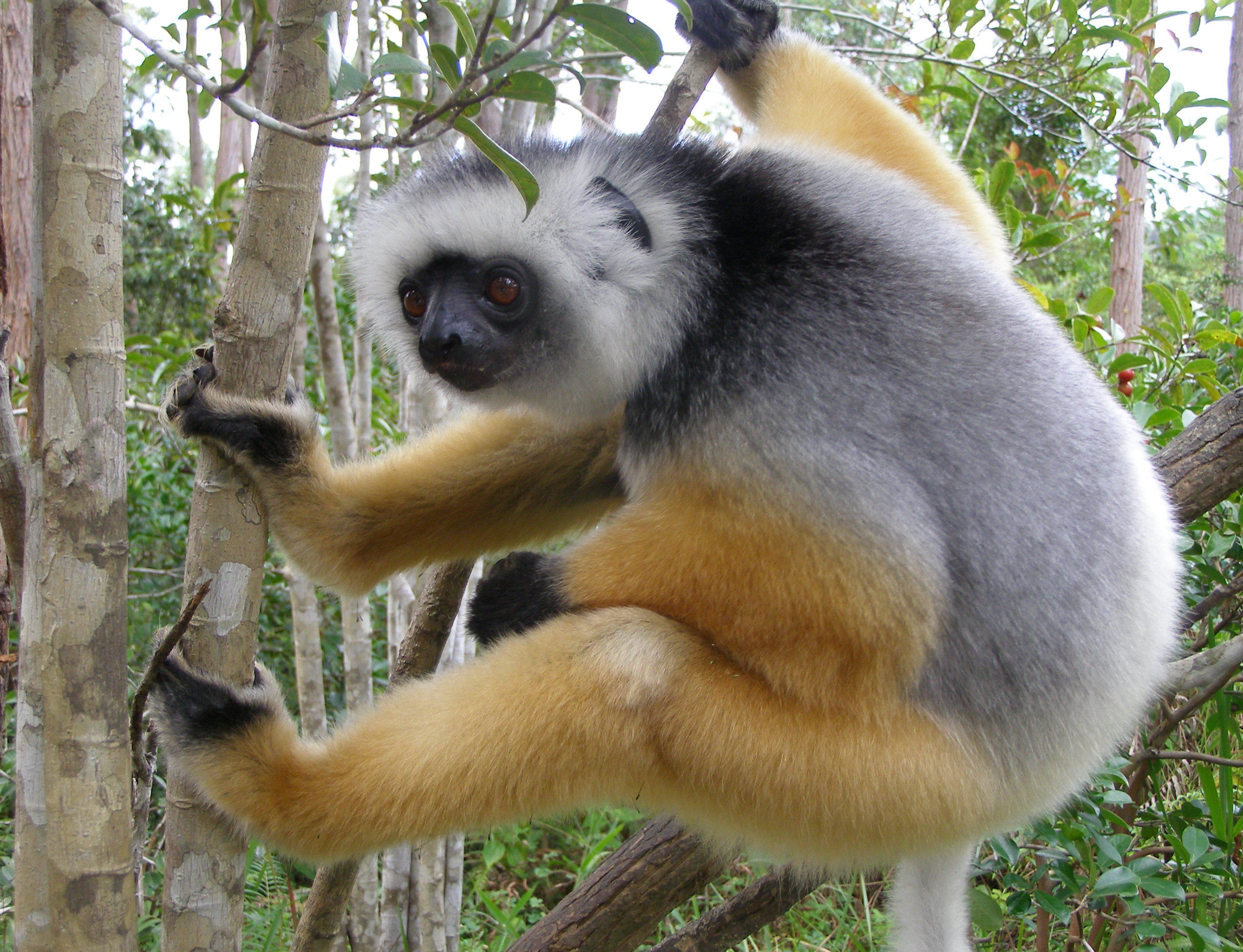
Sifaka diademowa wspina się i skacze w pozycji pionowej

Przedstawiciele naczelnych mogą przemieszczać się na różne sposoby: poprzez brachiację, wspinanie się po drzewach, na dwóch nogach, skokami, na czterech kończynach na ziemi i na drzewach, chód z podpieraniem się knykciach bądź przez kombinację tych sposobów. Pewne małpiatki poruszają się głównie za pomocą wspinaczki i skoków. Wymienia się tu wiele galagowatych, wszystkie indrisowate, lepilemurowate, a ponadto wszystkie wyrakowate. Inne małpiatki poruszają się po drzewach na czworakach i wspinają się na nie. Niektóre naczelne poruszają się na czterech kończynach po ziemi, inne przemieszczają się dzięki skokom. Większość małp porusza się na czworakach po drzewach i po ziemi, jak też się wspina. Gibbonowate, muriki i czepiak stosują brachiację, gibbonowate czasami przemieszczają się wyjątkowo akrobatycznie. Wełniak także czasami stosuje brachiację. Orangutany wykorzystują podobny sposób lokomocji, wspinając się za pomocą wszystkich czterech kończyn, by przenosić swe ciężkie ciało wśród drzew. Szympansy i goryle chodzą na knykciach, a na krótkich dystansach potrafią też chodzić na dwóch kończynach. Choć liczne gatunki, jak Australopithecina czy wczesne Homo, wykształciły lokomocję w pełni dwunożną, obecnie cecha ta wśród naczelnych przysługuje jedynie człowiekowi rozumnemu.

## Zachowanie

### Systemy społeczne
Naczelne należą do najbardziej społecznych ze zwierząt. Tworzą pary, grupy rodzinne, haremy z jednym samcem oraz stada złożone z wielu samców i samic. Richard Wrangham stwierdził, że systemy społeczne innych niż człowiek naczelnych najlepiej sklasyfikować na podstawie wymiany samic pomiędzy grupami. Idąc dalej, zaproponował 4 kategorie:
- Female transfer systems, system wymiany samic – samice odchodzą z grupy, w której przyszły na świat. W związku z tym samice tworzące 1 grupę nie są ze sobą blisko spokrewnione. Natomiast samce pozostają w swej rodzimej grupie i ich bliskie pokrewieństwo ze sobą może wywiera wpływ na ich zachowania społeczne. Tworzą się niewielkie grupy. Taka organizacja społeczna obserwowana jest u szympansów, u których samce, typowo spokrewnione ze sobą, współpracują ze sobą w obronie terytorium grupy. Wśród małp Nowego Świata czepiak i muriki również wykorzystują ten system[112].

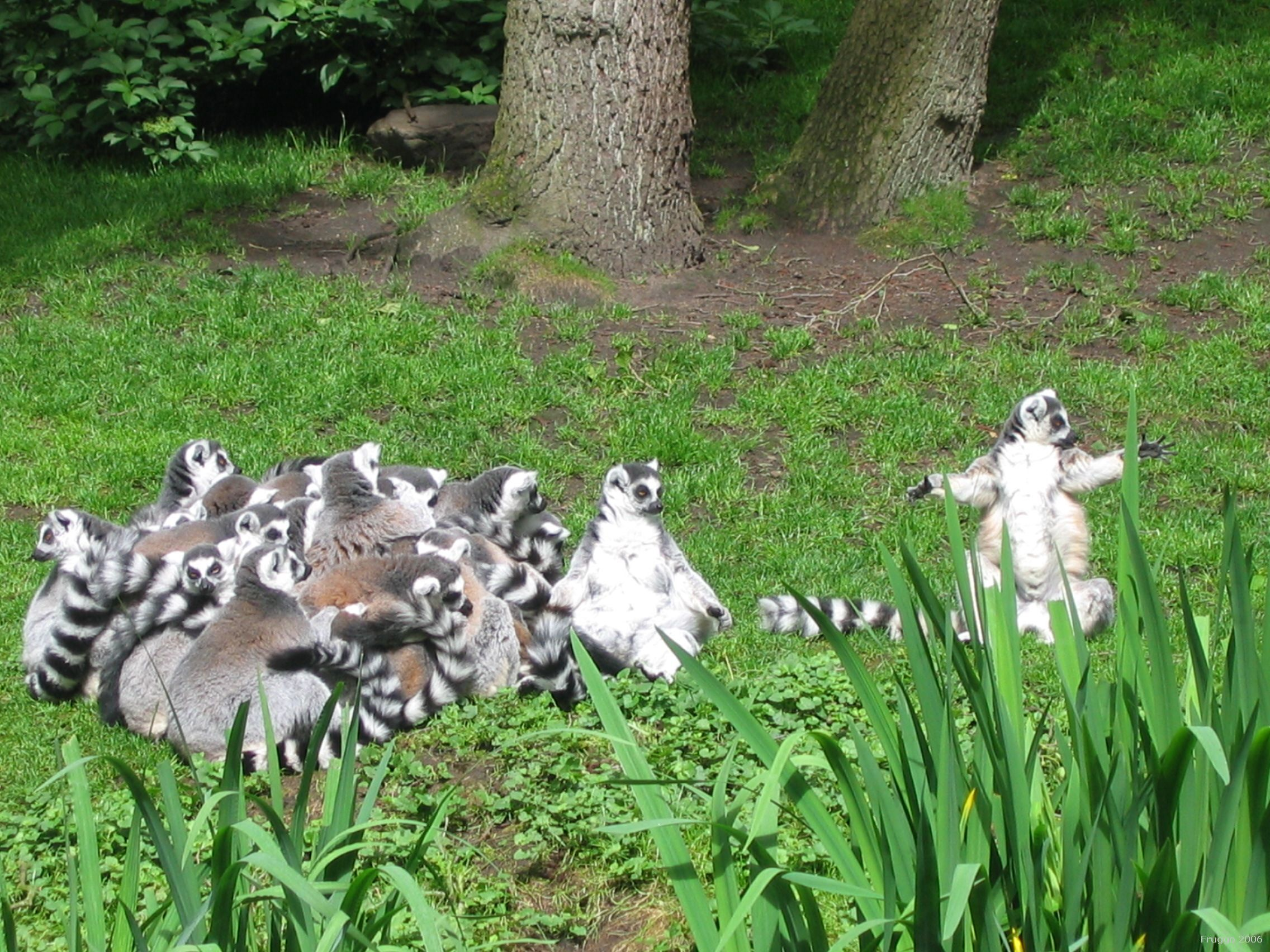
Grupa społeczna lemurów katta

- Male transfer systems, system wymiany samców – samice pozostają w swej rodzinnej grupie, natomiast samce migrują w młodym wieku. Do tej kategorii należą systemy poligeniczne i o wielu samcach. Liczebność grupy jest zazwyczaj większa. System taki występuje u lemura katta, kapucynek i pazurkowców[75].
- monogamia – występuje związek pomiędzy samcem a samicą, czasami z towarzyszącym im potomstwem. Partnerzy dzielą między sobą obowiązki opieki nad dzieckiem oraz obrony terytorium. Potomstwo opuszcza terytorium rodziców, gdy dorośnie. System ten występuje szczególnie u gibbonowatych, aczkolwiek „monogamia” nie oznacza tutaj koniecznie całkowitej wierności seksualnej[113].
- gatunki żyjące samotnie – często samce bronią terytorium zazębiającego się z terytoriami kilku samic. Taki typ organizacji społecznej spotykany jest u małpiatek, jak kukang. Występuje też u orangutanów, które jednak nie bronią swych terytoriów[114].

Występuje również i inne systemy. Na przykład u wyjców i samce, i samice typowo zmieniają grupę społeczną po osiągnięciu dojrzałości płciowej, w efekcie grupy składają się ze zwierząt niespokrewnionych ze sobą. System ten występuje także u niektórych małpiatek, gerez i pazurkowców.
Wymiana samców lub samic stanowi prawdopodobnie adaptację pozwalającą zmniejszyć ryzyko chowu wsobnego. Analiza rozrodu grup wielu różnych gatunków żyjących w niewoli wskazują na wyższą śmiertelność noworodków w przypadku chowu wsobnego niż u dzieci niespokrewnionych rodziców.

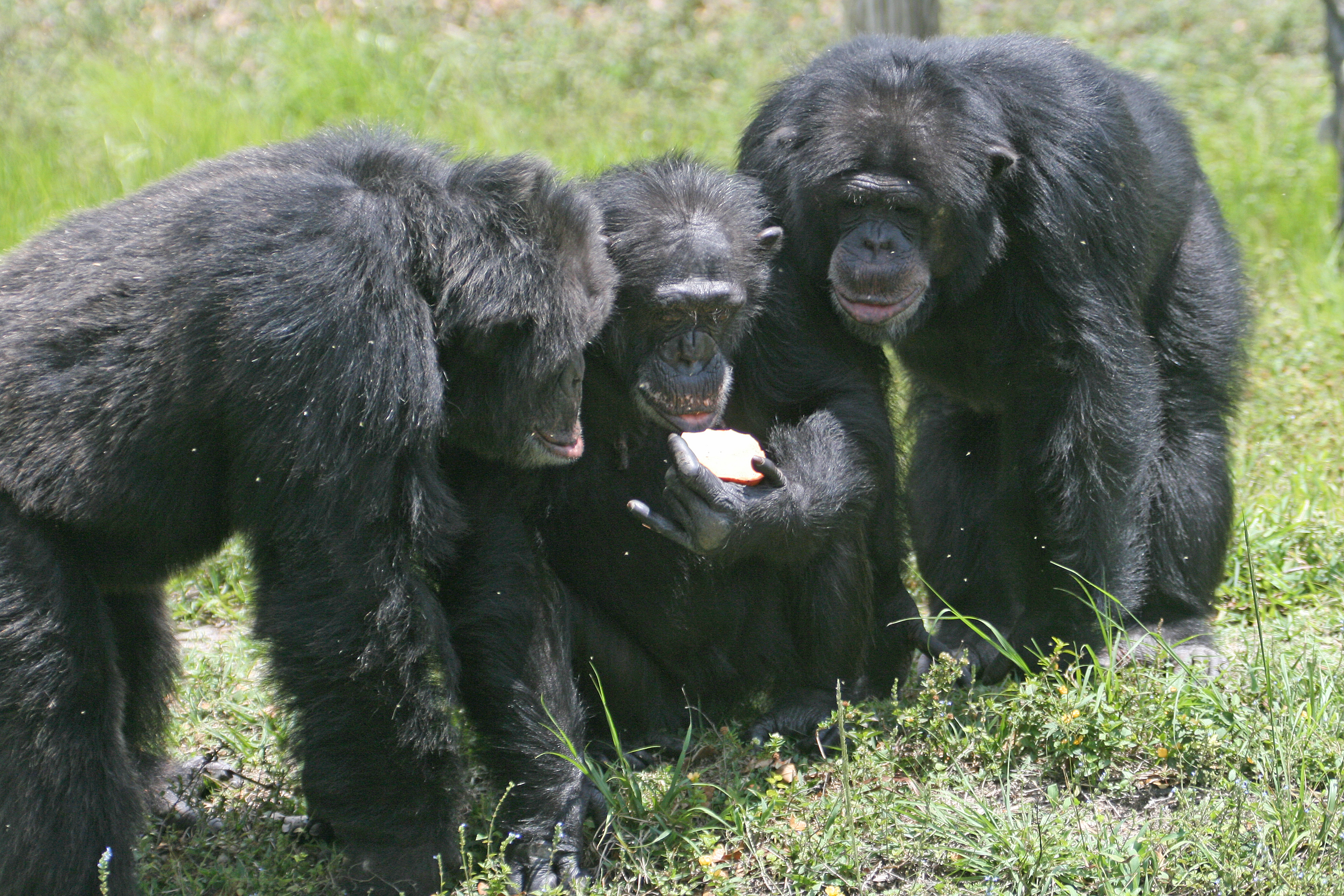
Szympans zwyczajny wiedzie życie społeczne

Prymatolożka Jane Goodall, która prowadziła badania w Parku Narodowym Gombe Stream, zauważyła u szympansów społeczności typu fission-fusion society. Grupa rozszczepia się, gdy zwierzęta żerują za dnia (fission), natomiast w nocy osobniki ponownie zbierają się razem do snu (fusion). Taką strukturę społeczną obserwowano także u pawiana płaszczowego, czepiaka i bonobo. Dżelada brunatna tworzy podobną strukturę społeczną. Liczne mniejsze grupki zbierają się, tworząc okresowo stada liczące do 600 małp.
Na te systemy społeczne wpływają 3 główne czynniki ekologiczne: rozmieszczenie zasobów, liczebność grupy oraz drapieżnictwo. W obrębie grupy wytwarza się równowaga pomiędzy współpracą a współzawodnictwem. Ta pierwsza obejmuje iskanie (obejmujące usuwanie pasożytów i czyszczenie ran), dzielenie się jedzeniem oraz wspólną obronę terytorium lub przed drapieżnikami. Zachowania agresywne często wyrażają konkurencję o pokarm, miejsca do snu bądź partnera. Agresja służy także ustaleniu hierarchii.

### Zgromadzenia międzygatunkowe
Kilka gatunków naczelnych znanych jest z gromadzenia się razem na wolności. Niektóre z takich zgromadzeń poddano obszernym badaniom. W lesie w Parku Narodowym Taï (Afryka) kilka gatunków wspólnie przeciwdziała drapieżnikom. Chodzi o następujące gatunki naczelnych, ostrzegające się wzajemnie przed drapieżnikiem: koczkodan Diany, koczkodan liberyjski, koczkodan oliwkowy, gerezanka ruda, gereza białobroda i mangaba szara. Do drapieżników należy z kolei szympans zwyczajny.
Koczkodan rudoogonowy zbiera się z kilkoma gatunkami, jak gerezanka ruda, koczkodan czarnosiwy, koczkodan barwny, gereza abisyńska, mangabka czarna i koczkodanek błotny. Na pewne gatunki z wymienionych również poluje szympans zwyczajny.
W Ameryce Południowej sajmiri gromadzą się wraz z kapucynkami, raczej ze względu na korzyści związane ze wspólnym żerowaniem dla sajmiri niż w ochronie przed drapieżnictwem.

### Funkcje poznawcze i komunikacja

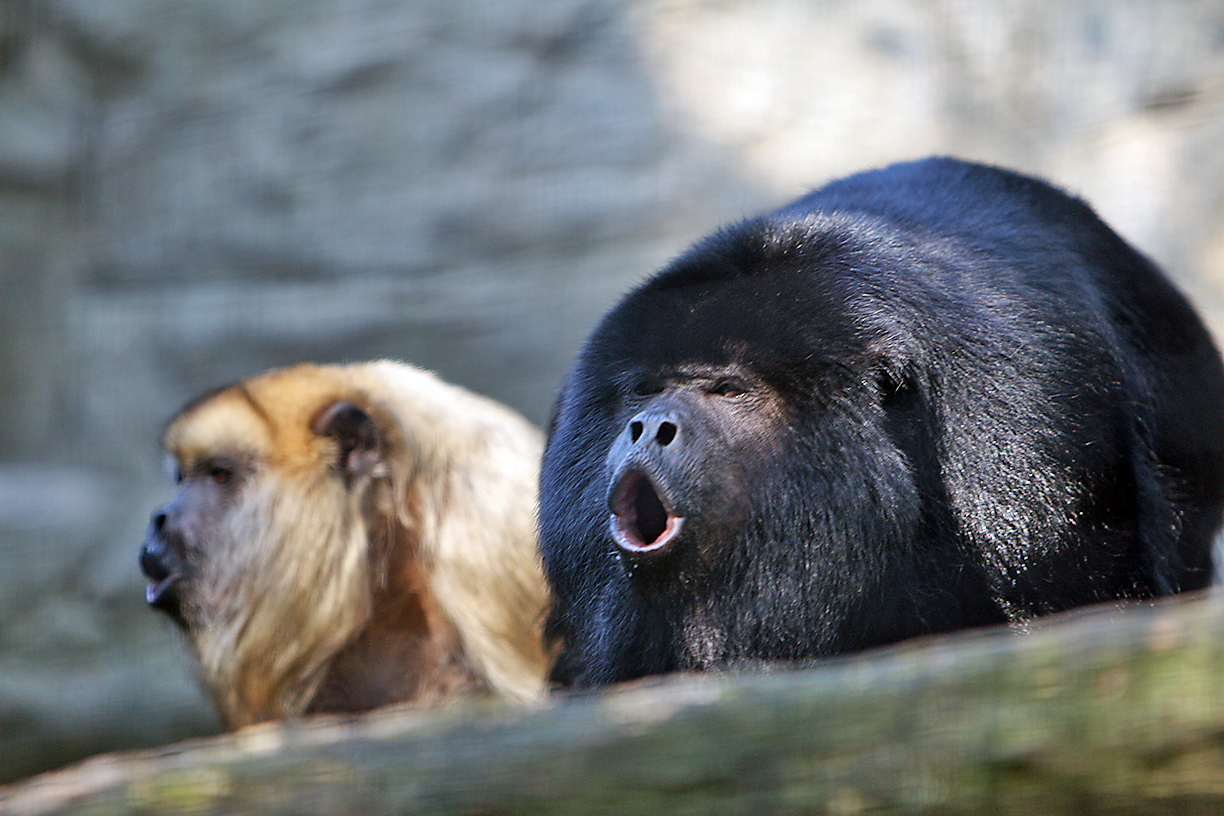
Wyjący wyjec czarny

Naczelne (nie tylko człowiek) wykształciły zaawansowane zdolności poznawcze. Niektóre z nich wykorzystują narzędzia w celu zdobywania pożywienia i w pokazach przed innymi osobnikami. Niektóre stosują wysublimowane strategie polowań, w których różne osobniki współpracują ze sobą. Rozwinęły świadomość, zdolności manipulacyjne i oszukańcze. Potrafią rozpoznawać swych krewnych i inne osobniki tego samego gatunku. Mają zdolności nauki symboli i zrozumienia pewnych aspektów języka człowieka rozumnego, w tym składni wyznaczającej relacje pomiędzy składnikami zdania i sekwencji numerycznych. Badania zdolności poznawczych obejmują rozwiązywanie problemów, pamięć, interakcje społeczne, teorię umysłu, myślenie numeryczne, przestrzenne i abstrakcyjne. Badania porównawcze wykazują trend ku wyższej inteligencji w kierunku od Prosimia przez małpy Nowego Świata i małpy Starego Świata do wielkich małp o znacznie wyższych zdolnościach kognitywnych. Jednak w obrębie każdej z tych grup istnieje duża zmienność. Na przykład wśród małp szerokonosych czepiak i kapucynki osiągają w pewnych badaniach wysokie wyniki. Różnice istnieją także pomiędzy różnymi badaniami.
Lemuridae, Lorisidae i wyrakowate, jak też małpy Nowego Świata polegają w wielu kwestiach życia społecznego i rozrodu głównie na zmyśle węchu. Wyspecjalizowane gruczoły służą do oznaczania terytorium z użyciem feromonów, wykrywanych przez narząd lemieszowo-nosowy. Procesy te stanowią znaczną część zachowań związanych z komunikacją tych zwierząt. Koczkodanowce i małpy człekokształtne rozwinęły tę zdolność szczątkowo. To wzrok stał się najważniejszym zmysłem, rozwinęło się widzenie trójbarwne. Naczelne używają też odgłosów, gestów i mimiki, by przekazywać swe stany psychiczne. Wyrak filipiński osiągnął wysoką barierę słyszalnych częstotliwości, średnio 91 kHz. Dominuje u niego jednak częstotliwość 70 kHz. Wartości te należą do najwyższych zarejestrowanych wśród ssaków lądowych i ukazują względnie ekstremalny przykład komunikacji ultradźwiękowej. Wokalizacje ultradźwiękowe wyraków filipińskich mogą reprezentować prywatny kanał komunikacji, nie pozwalają na wykrycie przez drapieżniki, zdobycz i konkurentów, zwiększają wydajność energetyczną lub poprawiają detekcję wśród niskoczęstotliwościowego szumu tła.

### Cykl życiowy

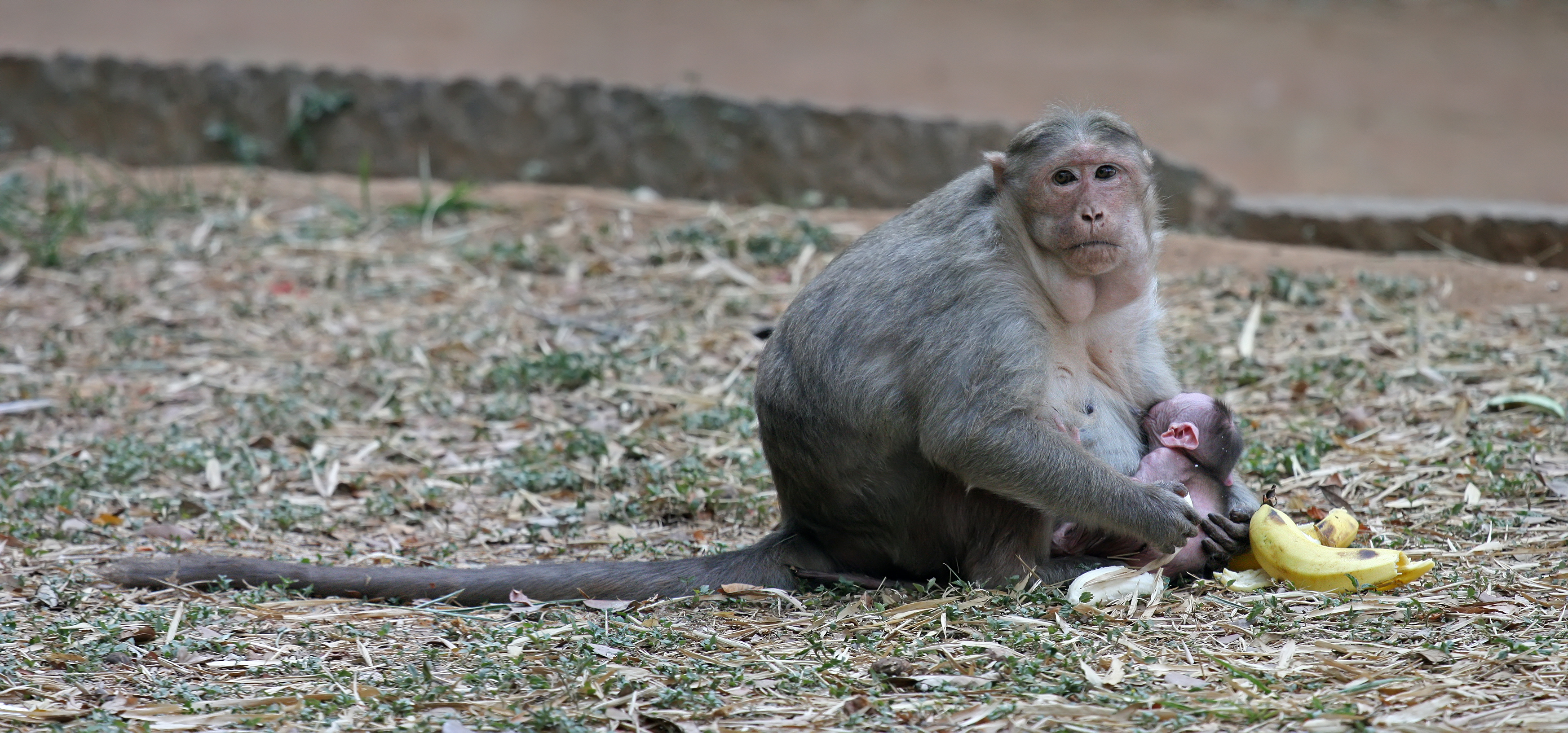
Makak krabożerny, matka karmiąca swe dziecko piersią

Naczelne cechują się wolniejszym tempem rozwoju niż inne ssaki. Wszystkie naczelne karmią swe młode mlekiem (wyjątek stanowią pewne społeczności ludzkie i naczelne trzymane w ogrodach zoologicznych karmione w inny sposób), młode zależą od swych matek także w kwestiach ich toalety i transportu. U niektórych gatunków młode są chronione i przenoszone przez samce, zwłaszcza samce mogące być ich ojcami. Inni krewni niemowlęcia, jak rodzeństwo czy ciotki, również mogą brać udział w opiece. Większość matek naczelnych zaprzestaje owulować podczas karmienia piersią. Kiedy niemowlę zostaje odstawione od piersi, matka może znowu przystąpić do rozrodu. Prowadzi to często do konfliktu – starsze dziecko stara się kontynuować ssanie piersi.
Dzieciobójstwo zdarza się często wśród gatunków poligamicznych, jak hulmany czy goryle. Dorosłe samce mogą zabijać niesamodzielne młode niebędące ich dziećmi. Wtedy ich matka powtórnie wchodzi w ruję i może dać potomstwo samcowi-mordercy. Społeczna monogamia u pewnych gatunków mogła wyewoluować jako adaptacja przeciwko temu zachowaniu. Promiskuityzm także obniża ryzyko dzieciobójstwa, ponieważ ojcostwo pozostaje niepewne.
Naczelne cechują się dłuższym okresem młodocianym od odstawienia od piersi do osiągnięcia dojrzałości płciowej niż inne ssaki podobnej wielkości. Niektóre z nich, jak galagowate i małpy Nowego Świata wykorzystują jako gniazda dziuple drzew, a podczas żerowania pozostawiają młode w kępach liści. Inne naczelne noszą na sobie swe potomstwo podczas żerowania. Dorosłe zwierzęta mogą budować lub tylko wykorzystywać gniazda, czasami pomagają im osobniki młodociane. Gniazda służą wypoczynkowi. Zachowanie rozwinęło się wtórnie u wielkich małp. Podczas okresu młodocianego naczelne są bardziej od dorosłych wrażliwe na ataki drapieżników i głód. Zdobywają dopiero doświadczenie w żerowaniu i unikaniu drapieżników. Zdobywają umiejętności społeczne i uczą się walczyć, często podczas zabawy. Naczelne, zwłaszcza samice, cechują się dłuższym życiem niż inne ssaki podobnych rozmiarów. Może za to częściowo odpowiadać wolniejszy metabolizm. W późnym okresie życia samice małp wąskonosych przestają się rozmnażać, pojawia się menopauza. Inne grupy naczelnych zostały gorzej zbadane.

### Pożywienie

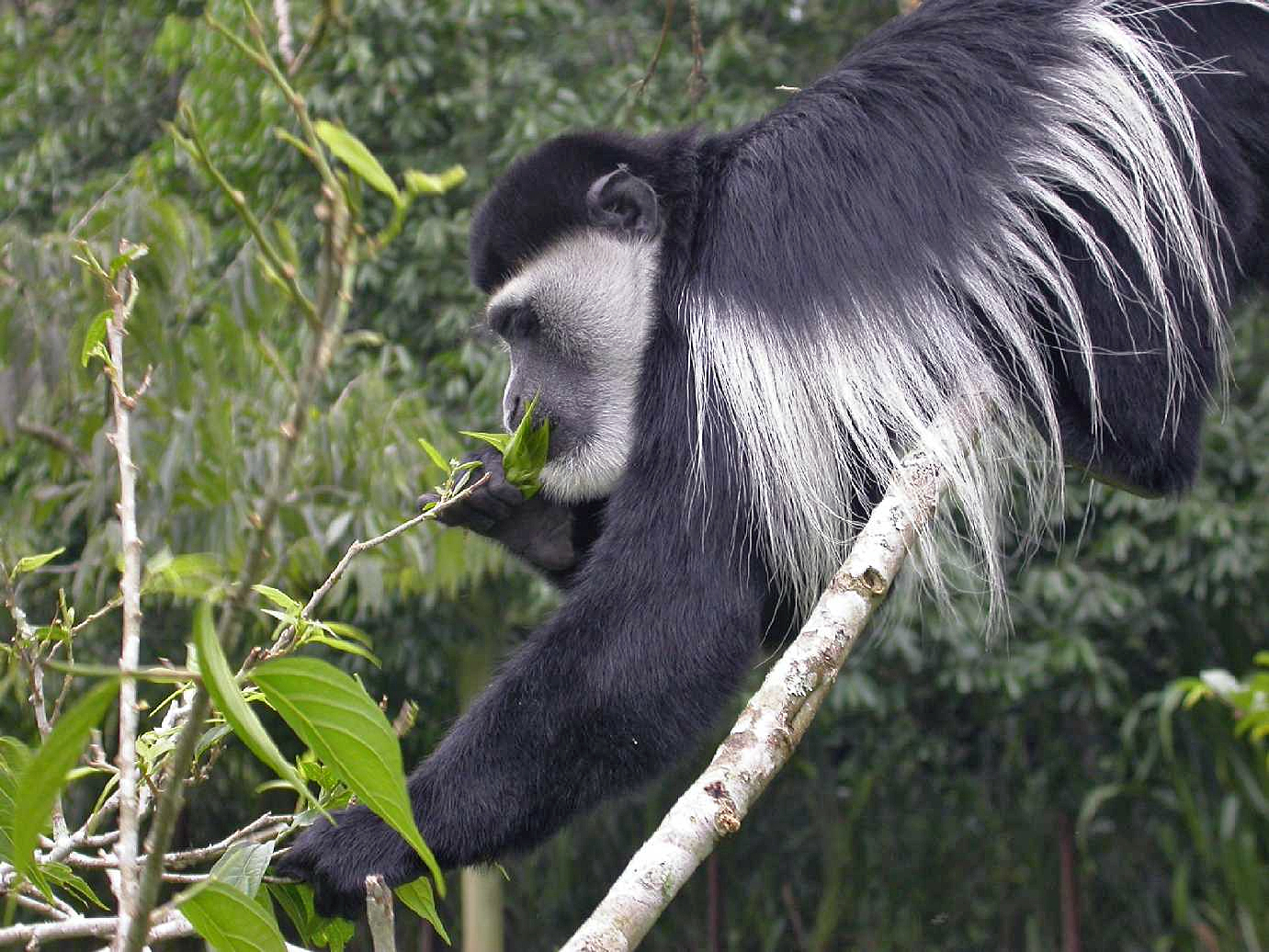
Gereza abisyńska pożywiająca się liśćmi

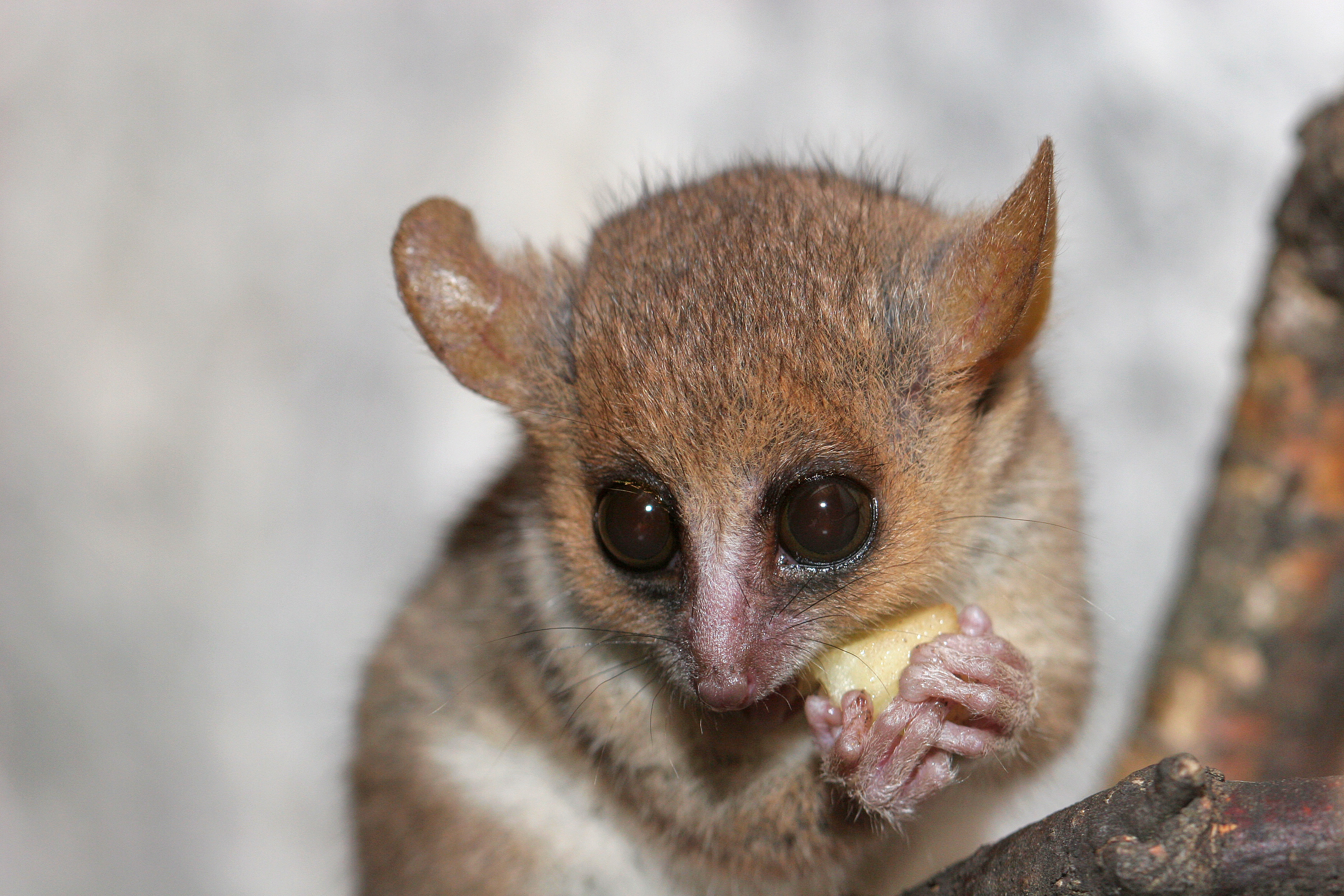
Mikrusek myszaty zjada trzymany w dłoniach kawałek owocu

Naczelne wykorzystują szeroki wachlarz źródeł pokarmu. Stwierdzono, że wiele cech współczesnych naczelnych, w tym także ludzi, rozwinęło się dzięki żywieniu się ich wczesnych przodków w większości w koronach drzew tropikalnych. Do diety większości naczelnych zaliczają się owoce, dostarczające im łatwostrawnych węglowodanów i tłuszczów, źródła energii. Potrzebują też jednak jeszcze innego pokarmu, jak liście czy owady, by zdobyć aminokwasy, witaminy i sole mineralne. Członkowie podrzędu Strepsirrhini potrafią sami syntetyzować kwas askorbinowy, podczas gdy naczelne rzędu Haplorrhini tę zdolność utraciły. Muszą więc dostarczać sobie witaminy C z pożywieniem.
Wiele naczelnych wykształciło przystosowania anatomiczne pozwalające im na eksploatację szczególnych rodzajów pożywienia, jak owoce, liście, gumy roślinne czy owady. Przykładowo liściożerne wyjce, gerezy i lepilemurowate mają wydłużone przewody pokarmowe, zdolne do absorbowania składników odżywczych z trudnych do strawienia liści. Pazurkowcowate żywią się gumami roślinnymi, wobec czego dysponują potężnymi siekaczami, zdolnymi do przegryzania kory drzew i docierania do gum. Ich palce kończą się raczej pazurami niż paznokciami, co umożliwia im wczepianie się w drzewa podczas żerowania. Palczak madagaskarski posiada zęby jak u gryzoni oraz długie, cienkie palce trzecie – zajmuje on niszę ekologiczną dzięcioła. Puka on w drzewo, szukając larw owadów, następnie zaś wygryza w drewnie dziurę, do której wkłada swój wydłużony trzeci palec, by wydostać na zewnątrz larwy. Niektóre gatunki rozwinęły dodatkowe przystosowania. Na przykład zęby mangabki siwolicej pokrywa grube szkliwo, pozwalające jej na otwieranie twardych owoców i nasion, czego nie mogą robić inne małpy. Dżelada brunatna to jedyny gatunek naczelnych żywiący się głównie trawą.

#### Polowanie

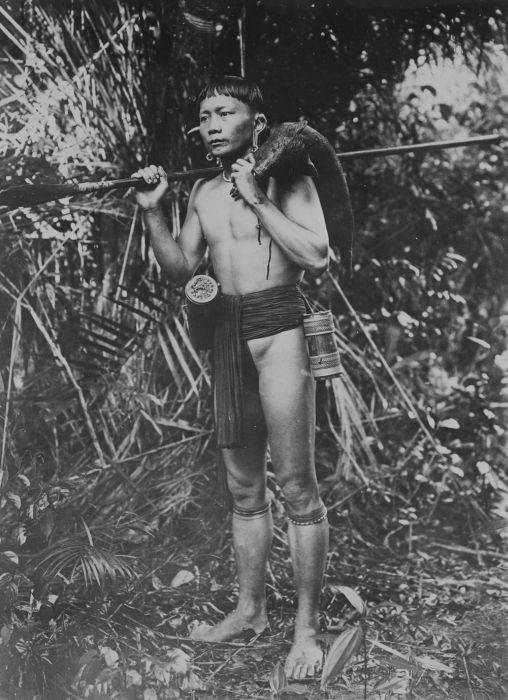
Ludzie tradycyjnie żywią się upolowaną zdobyczą

Wyrakokształtne stanowią jedyny współczesny takson obligatoryjnych mięsożerców wśród naczelnych. Spożywają one tylko owady, skorupiaki, małe kręgowce i węże (także gatunki jadowite). Kapucynki mogą wykorzystywać jako pokarm wiele różnych rodzajów materii roślinnej, jak owoce, liście, kwiaty, pąki, nektar i nasiona, ale zjadają także owady i inne bezkręgowce, ptasie jaja i niewielkie kręgowce, jak ptaki, jaszczurki, wiewiórkowate i nietoperze.
Szympans zwyczajny ma zróżnicowaną dietę. Poluje na pewne gatunki naczelnych, jak gerezanka ruda. Czasami posługuje się w tym celu narzędziami. Czasami zaostrza patyki, których używa jako broni, polując na ssaki. Uznaje się to za pierwszy dowód na systematyczne użytkowanie broni u gatunku innego niż człowiek rozumny. Badacze udokumentowali dwie sytuacje, w których dzikie szympansy tworzyły z patyków „oszczepy”, by zapolować na galago senegalskie. W każdym przypadku szympans modyfikował łodygę, łamiąc ją na jednym z końców lub na obydwu i, często używając do tego zębów, zaostrzał na końcu. Narzędzie mierzyło średnio 60 cm długości oraz ok. 1 cm obwodu. Następnie szympansy dźgały swymi oszczepami wydrążenia w pniach drzew, gdzie spały galago senegalskie. W jednym przypadku szympansowi udało się wyciągnąć galago przy użyciu swego narzędzia. Z kolei szympans karłowaty jest wszystkożernym owocożercą – większość jego pokarmu stanowią owoce, ale uzupełnia swą dietę liśćmi, mięsem małych kręgowców, jak wiewiórolotkowate, polatuchy i dujkery, a także bezkręgowcami. W pewnych warunkach bonobo zjadają inne naczelne (mangabka czarna, koczkodan barwny, koczkodan rudoogonowy).

### Drapieżnictwo
Do drapieżników polujących na naczelne zaliczają się różne gatunki drapieżnych, szponiastych, gadów, a także inne naczelne. Spośród ptaków wymienić można karakarę czarnobrzuchą polującą na młode wyjca płaszczowego, harpię wielką, harpię gujańską, wojownika czarnego polujące między innymi na ten sam gatunek. Wśród ssaków na wyjce polują hirara amerykańska, puma płowa, ocelot wielki.
Zdobyczą drapieżników padają nawet goryle. Zwierzęta polujące na naczelne wykorzystują różne strategie polowań. Te wykształciły wobec tego różnorodne adaptacje chroniące je przed drapieżnictwem, jak mimikra, odgłosy alarmowe czy mobbing. Kilka gatunków wykorzystuje zróżnicowane odgłosy alarmujące w zależności od tego, czy niebezpieczeństwo zbliża się z powietrza, czy też z ziemi. Drapieżnictwo mogło wyznaczyć rozmiar grup naczelnych, jako że gatunki poddane większej presji ze strony drapieżników wydają się żyć w większych grupach.

### Narzędzia

#### Wykorzystywanie narzędzi

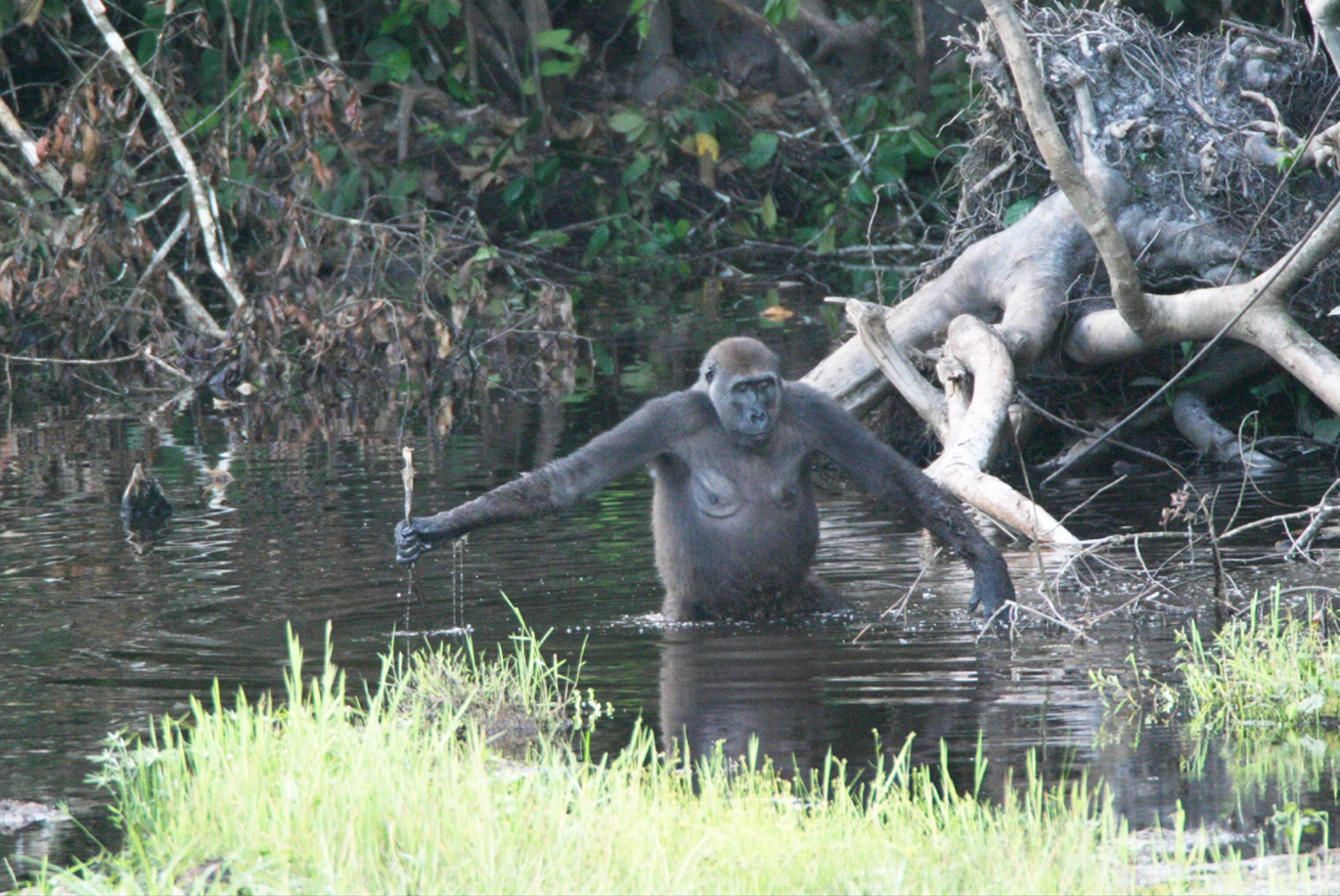
Goryl nizinny wykorzystuje patyk do sprawdzenia głębokości wody

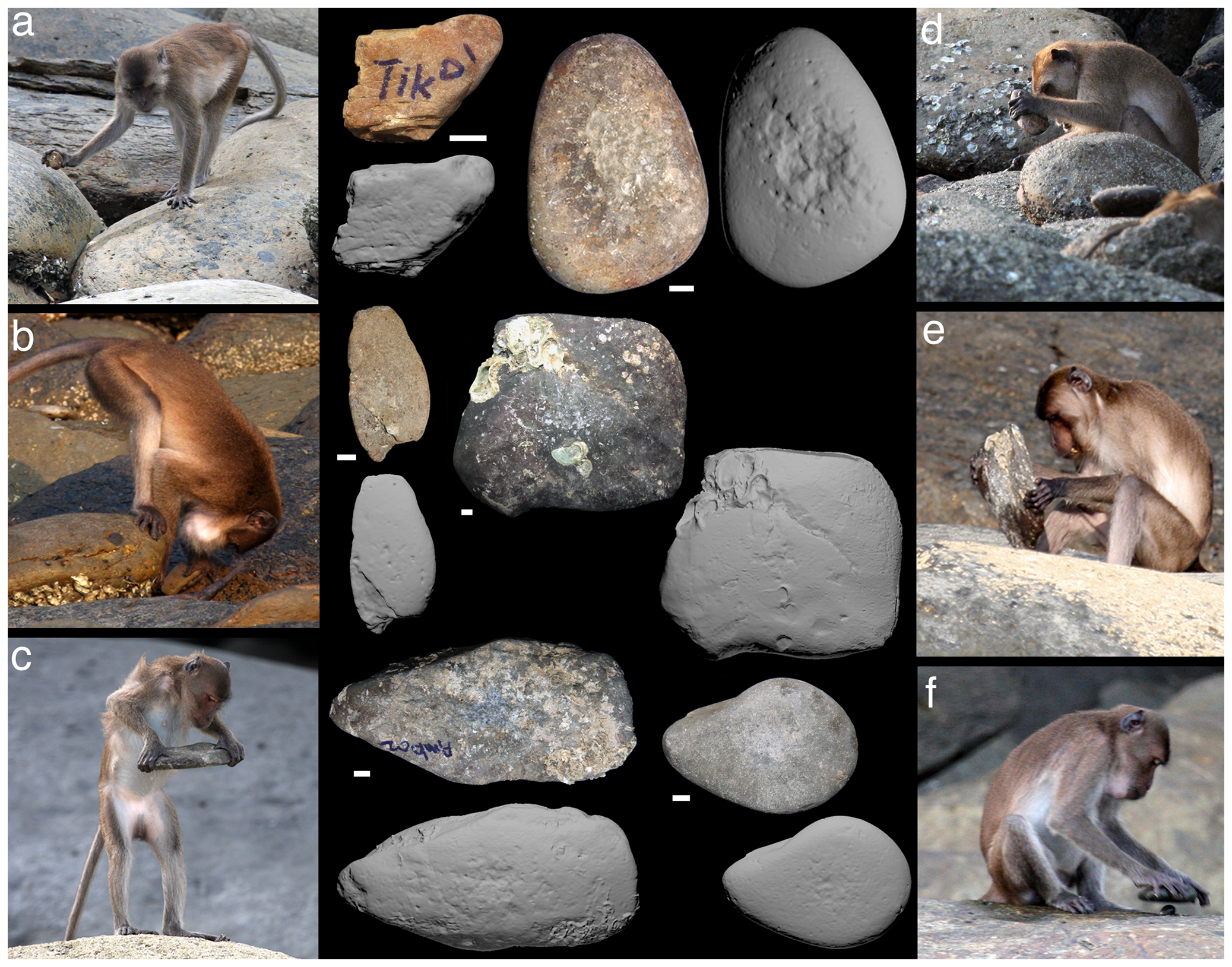
Makak krabożerny wykorzystujący jako narzędzie kamień

Istnieją liczne doniesienia o innych niż ludzie naczelnych wykorzystujących narzędzia, zarówno na wolności, jak i w niewoli. Wykorzystywanie narzędzi przez naczelne jest zróżnicowane. Służą im one podczas polowań (na ssaki, ryby, bezkręgowce), zbierania miodu, obrabiania pokarmu (orzechów, innych owoców, warzyw, nasion), zbierania wody, do sporządzania broni i chronienia się.
W 1960 Jane Goodall zaobserwowała szympansy wpychające źdźbło trawy w termitierę, a następnie wkładające je sobie do ust. Po ich odejściu Goodall zbliżyła się do kopca i powtórzyła to zachowanie, by zrozumieć, co robiły szympansy. Okazało się, że termity wchodziły na źdźbło i wgryzały się w nie. Szympans wykorzystywał więc trawę jako narzędzie do odłowu termitów. Bardziej ograniczone doniesienia mówią o używaniu narzędzi na wolności przez blisko spokrewnione szympansy karłowate. Stwierdzono, że rzadko stosują one na wolności narzędzia, ale w niewoli przychodzi im to tak łatwo, jak szympansom zwyczajnym. U obu gatunków z narzędzi chętniej korzystały samice. Orangutany na Borneo wydostają sumy z niewielkich stawów. Antropolożka Anne Russon widziała w lasach tej wyspy, jak kilka zwierząt nauczyło się samodzielnie kłuć ryby patykami. Spanikowana zdobycz wyskakuje wprost w ręce czekającego orangutana. Kilka doniesień opowiada też o gorylach wykorzystujących narzędzia na wolności. Dorosła samica Gorilla gorilla gorilla wykorzystywała gałąź jako laskę, testując głębokość wody i pomagając sobie w przekroczeniu zbiornika wodnego. Inna dorosła samica wykorzystała oderwany pień niewielkiego krzewu jako stabilizator podczas gromadzenia pokarmu, inna użyła kłody jak kładki.
Kapucynka brodata była pierwszą małpą zwierzokształtną, w przypadku której udokumentowano posługiwanie się narzędziami na wolności. Osobniki tego gatunku rozbijały orzechy, kładąc je na kamieniu jak na kowadle, a następnie uderzając w nie innym dużym kamieniem. W Tajlandii i Birmie makak krabożerny wykorzystuje kamienie do dobierania się do orzechów, ostryg i innych małży, a także różnych rodzajów ślimaków morskich. Pawiany niedźwiedzie wykorzystują kamienie jako broń. Rzucają nimi z kamienistych zboczy górskich kanionów, gdzie śpią i odpoczywają, jeśli grozi im niebezpieczeństwo. Podnoszą kamienie jedną ręką i przerzucają na drugą stronę, po czym spadają na zbocze lub dno kanionu.
Chociaż na wolności nie zaobserwowano, by używały narzędzi, w kontrolowanych warunkach Lemuroidea okazały się zdolne do pojęcia funkcjonalnych cech rzeczy, których uczono ich wykorzystywać jako narzędzia. Radziły sobie tak dobrze, jak Haplorrhini.

#### Wytwarzanie narzędzi
Wytwarzanie narzędzi jest znacznie rzadsze od prostego ich używania i prawdopodobnie reprezentuje wyższe funkcjonowanie poznawcze. Niedługo po odkryciu wykorzystywania narzędzi Goodall zaobserwowała inne szympansy odzierające z liści gałązki, za pomocą których odławiały one później ryby czy owady. Przekształcenie ulistnionej gałązki w narzędzie było wielkim odkryciem. Wcześniej naukowcy uważali, że tylko ludzie wytwarzają narzędzia oraz że ta zdolność oddziela człowieka od innych zwierząt. Obserwowano zarówno szympansy zwyczajne, jak i bonobo tworzące gąbki z liści i mchów z nagromadzoną wodą, których używały podczas toalety. Orangutany sumatrzańskie również widziano, jak tworzyły i wykorzystywały narzędzia. Łamały gałąź drzewa długości około 30 cm, oddzielały gałązki, strzępiły jeden z końców i wykorzystywały następnie tak stworzone narzędzie do wtykania go w dziuple drzew w poszukiwaniu termitów. Na wolności mandryle czyściły sobie uszy zmodyfikowanym przyrządem. Sfilmowano również dużego samca mandryla w Chester Zoo w Wielkiej Brytanii, jak obierał gałązkę, by w widoczny sposób ją zwęzić, a następnie zeskrobywał nią sobie brud spod paznokci u stóp. Trzymane w niewoli goryle tworzą różnorodne narzędzia.

## Siedlisko

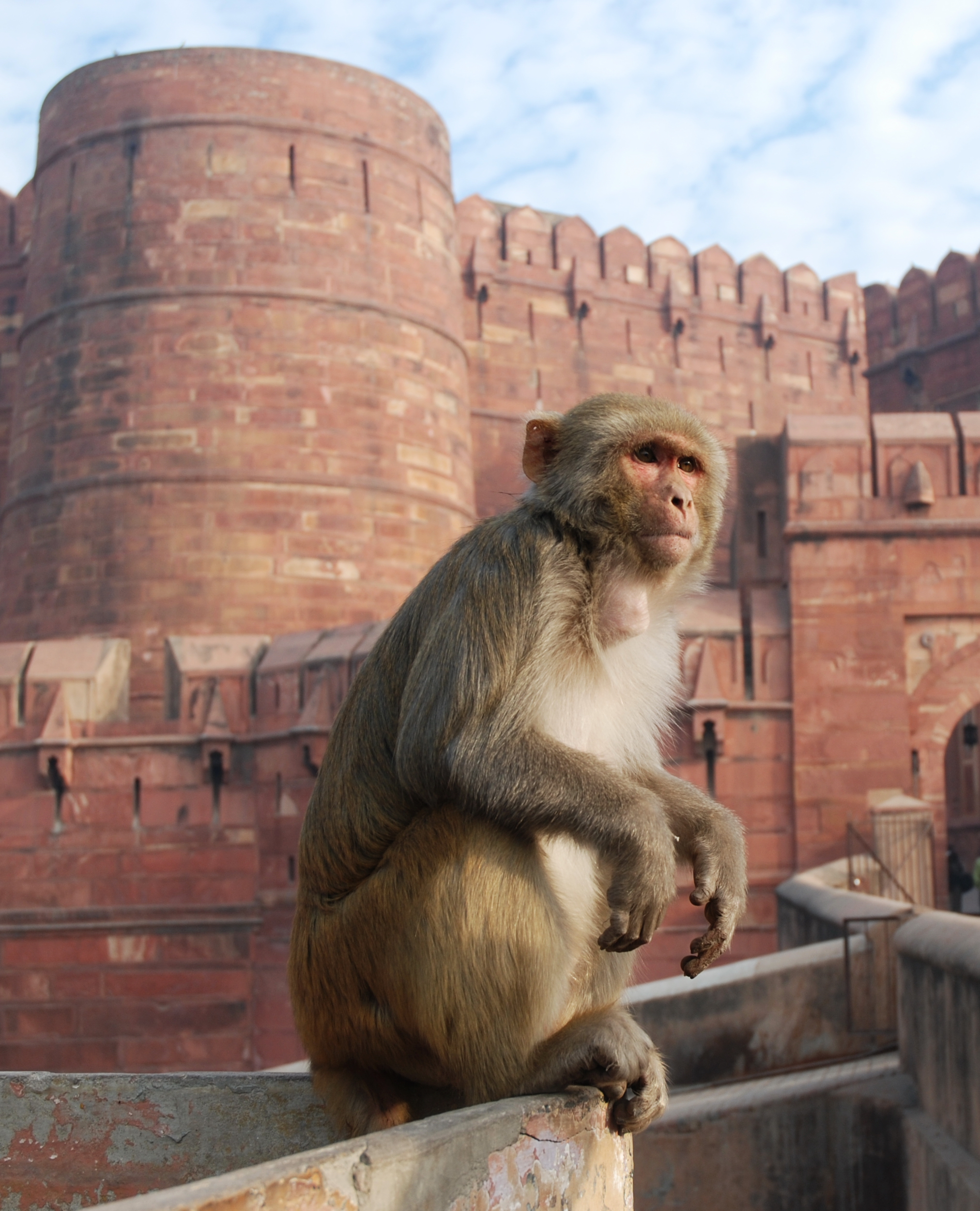
Makak królewski w Agra Fort, Indie

Primates wyewoluowały ze zwierząt prowadzących nadrzewny tryb życia. Wiele gatunków do tej pory mieszka na drzewach. Większość gatunków zamieszkuje wilgotny las równikowy. Liczba gatunków żyjących na obszarach tropikalnych wydaje się pozytywnie korelować z wielkością opadów deszczu oraz wielkością obszarów lasów deszczowych. Stanowią od 25% do 40% owocożerców (licząc biomasę) tropikalnych lasów deszczwych, odgrywając ważną rolę ekologiczną w rozprzestrzenianiu nasion wielu gatunków drzew.
Niektóre gatunki wiodą częściowo naziemny tryb życia. Zaliczają się doń pawiany i patas, a kilka gatunków wiedzie tryb życia w pełni lądowy. Wymienia się tu dżeladę brunatną i człowieka rozumnego. Inne niż człowiek naczelne zamieszkują zróżnicowane siedliska zalesione w zwrotnikowych rejonach Afryki, Indii, Azji Południowo-Wschodniej i Ameryki Północnej, jak lasy deszczowe, namorzyny i lasy górskie. Podaje się też przykłady naczelnych żyjących poza tropikami. Zamieszkujący tereny górskie makak japoński żyje na północy Honsiu, gdzie przez 8 miesięcy w roku ziemię pokrywa śnieg. Makak berberyjski zamieszkuje góry Atlas w Algierii i Maroko. Siedliska naczelnych (nie licząc człowieka) zajmują szeroki zakres wysokości: rokselana czarna zamieszkuje Hengduan Shan, gdzie spotkano ją na wysokości 4.700 m. Goryl górski spotykany jest na wysokości 4.200 m w górach Wirunga. Dżeladę zaś widywano na wysokości 5.000 m na Wyżynie Abisyńskiej. Choć większość gatunków ogólnie stroni od wody, kilka z nich dobrze pływa i dobrze czuje się na bagnach i obszarach podmokłych. Zaliczają się do nich nosacz sundajski, koczkodan nadobny i koczkodanek błotny, co wiąże się z wykształceniem niewielkich błon pławnych między palcami. Niektóre naczelne, jak makak królewski i hulmany, potrafią wykorzystać siedliska zmodyfikowane ręką człowieka. Zamieszkują nawet miasta.

## Interakcje pomiędzy naczelnymi

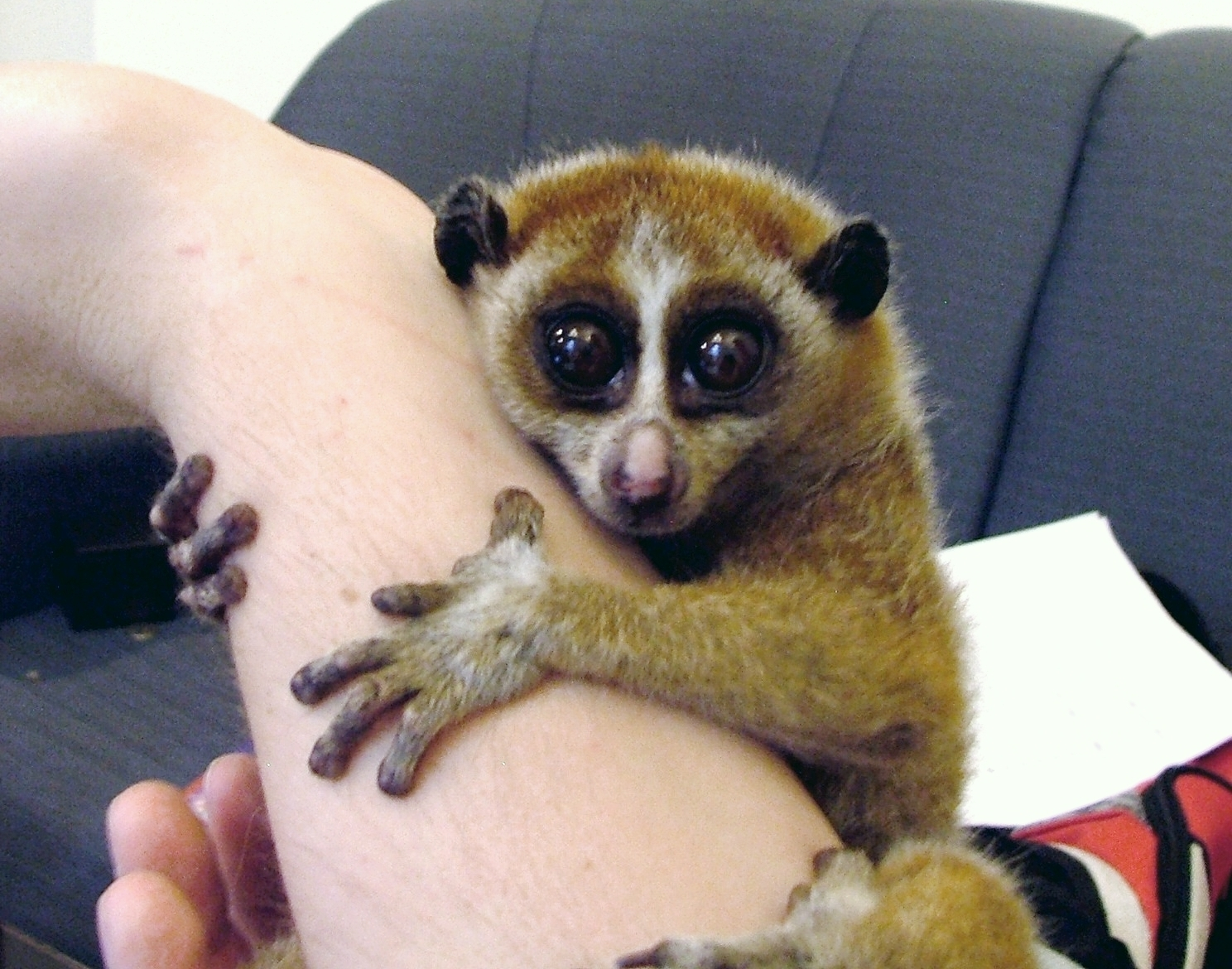
Kukangi należą do popularnych w handlu egzotycznych zwierząt domowych, co zagraża dzikim populacjom

Bliskie interakcje pomiędzy człowiekiem a resztą naczelnych (NHP) mogą wiązać się z transmisją chorób odzwierzęcych. Herpeswirus, HBV, Poxviridae, wirus odry, wirus Ebola, wirus wścieklizny, wirus Marburg mogą przenosić się na ludzi z innych naczelnych, w pewnych przypadkach powodują one potencjalnie śmiertelne choroby u ludzi i innych naczelnych.

### Status prawny
Jedynie ludzie są uznawani za osoby przez Uniwersalną Deklarację Praw Człowieka ONZ. Status prawny innych naczelnych stanowi natomiast przedmiot debaty. Organizacje takie, jak Great Ape Project (GAP) prowadzą kampanię na rzecz przyznania wielkim małpom przynajmniej pewnych praw. W czerwcu 2008 Hiszpania stała się pierwszym krajem świata, który uznał pewne prawa naczelnych innych niż człowiek, gdzie parlamentarna komisja środowiska rekomendowała przystać na propozycje GAP, zgodnie z którymi szympansy, goryle i orangutany mają nie być wykorzystywane w eksperymentach na zwierzętach.

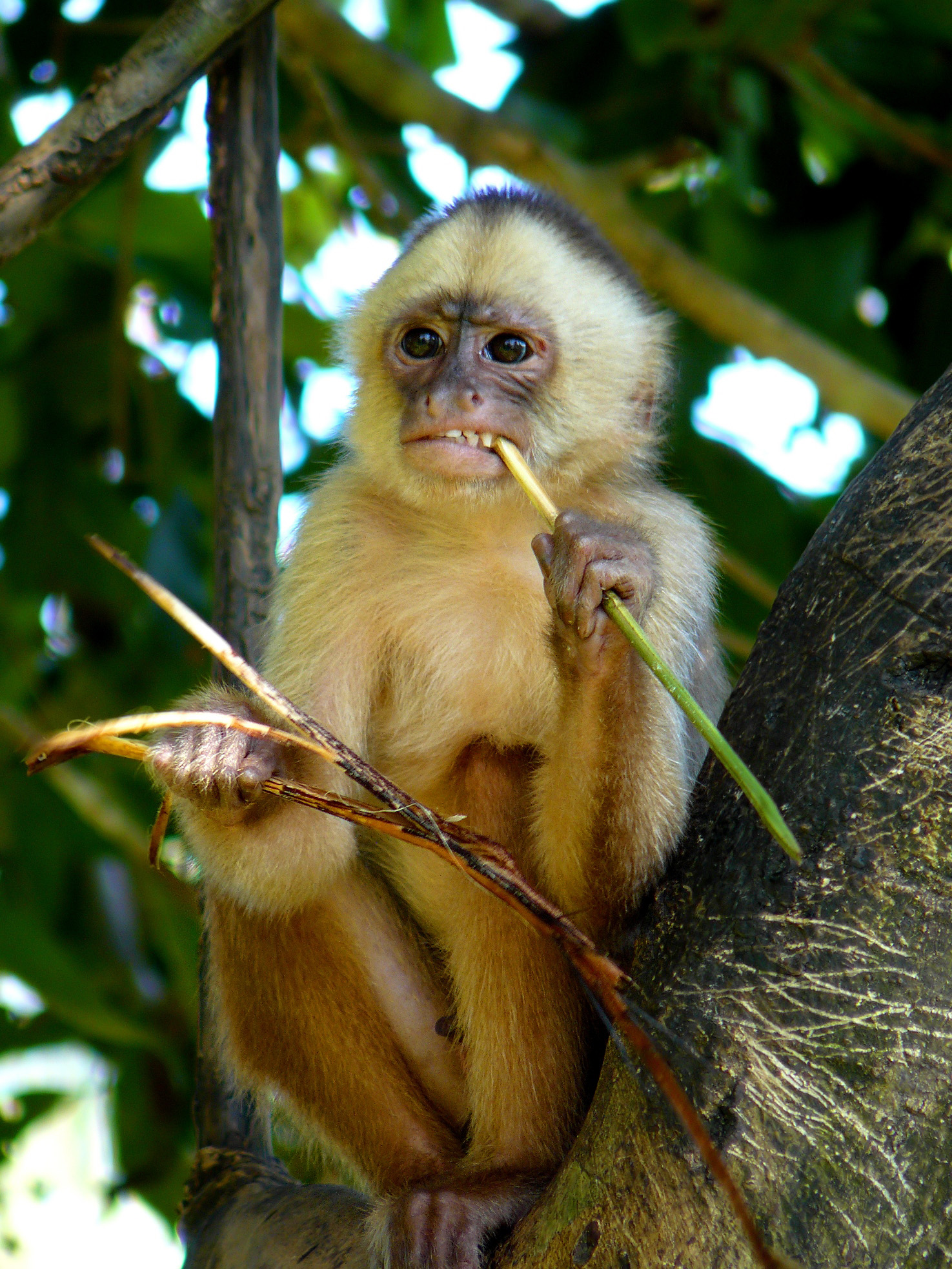
Zręczność kapucynek wykorzystuje się do pomocy ludziom z tetraplegią

Wiele gatunków innych naczelnych ludzie wykorzystują jako zwierzęta domowe. Allied Effort to Save Other Primates (AESOP) szacuje, że około 15 tysięcy osobników trzymanych jest jako egzotyczne zwierzęta domowe w USA. Rozwijająca się klasa średnia w Chińskiej Republice Ludowej również zwiększa na nie zapotrzebowanie. Choć import naczelnych został zabroniony w USA w 1975, przemyt cały czas trwa na granicy z Meksykiem. Cena wynosi od 3000 dolarów za małpę zwierzokształtną do dziesięciokrotności tej sumy za człekokształtną.
Naczelne służą jako organizmy modelowe w laboratoriach, wykorzystywano je też w misjach kosmicznych. Pomagają także niepełnosprawnym ludziom. Kapucynki można wytresować do pomocy ludziom z tetraplegią. Ich inteligencja, pamięć i zręczność manualna czynią je dobrymi pomocnikami.
Naczelne inne niż człowiek trzymane są w ogrodach zoologicznych na całym świecie. Pierwotnie ogrody zoologiczne stanowiły formę rozrywki, współcześnie skupiły się na ochronie, edukacji i badaniach. GAP nie upiera się przy wypuszczeniu wszystkich naczelnych z zoo, głównie dlatego, że urodzone w niewoli osobniki nie posiadają wiedzy i doświadczenia, które pozwalałyby im przetrwać na wolności.

### Badania naukowe
Poza człowiekiem tysiące naczelnych wykorzystuje się na całym świecie w badaniach naukowych z uwagi na ich psychologiczne i fizjologiczne podobieństwo do ludzi. W szczególności mózg i oczy tych zwierząt wykazują bliższe podobieństwo do narządów ludzkich niż jakiekolwiek inne zwierzęta. Wykorzystuje się je więc w badaniach przedklinicznych, w neuronauce, oftalmologii, w badaniach toksyczności. Często wykorzystywany jest makak królewski i inne gatunki tego samego rodzaju, kotawiec, szympans, pawian, sajmiri i pazurkowcowate, zarówno urodzone na wolności, jak i w niewoli. W 2005 GAP doniósł, że 1280 z 3100 innych niż człowiek naczelnych trzymanych w niewoli w USA było wykorzystywanych do doświadczeń. W 2004 Unia Europejska wykorzystywała około 10000 takich naczelnych w eksperymentach. W 2005 w Wielkiej Brytanii przeprowadzono 4652 doświadczenia z udziałem 3115 naczelnych laboratoryjnych. Rządy wielu państw wprowadziły surowe ograniczenia trzymania w niewoli naczelnych. W USA wytyczne federalne regulują w szerokim zakresie trzymanie naczelnych, karmienie, rozród. Organizacje europejskie takie jak European Coalition to End Animal Experiments działają w celu zakazu wykorzystywania innych niż człowiek naczelnych w doświadczeniach w obrębie nowego europejskiego prawodawstwa dotyczącego testów na zwierzętach.

### Ochrona

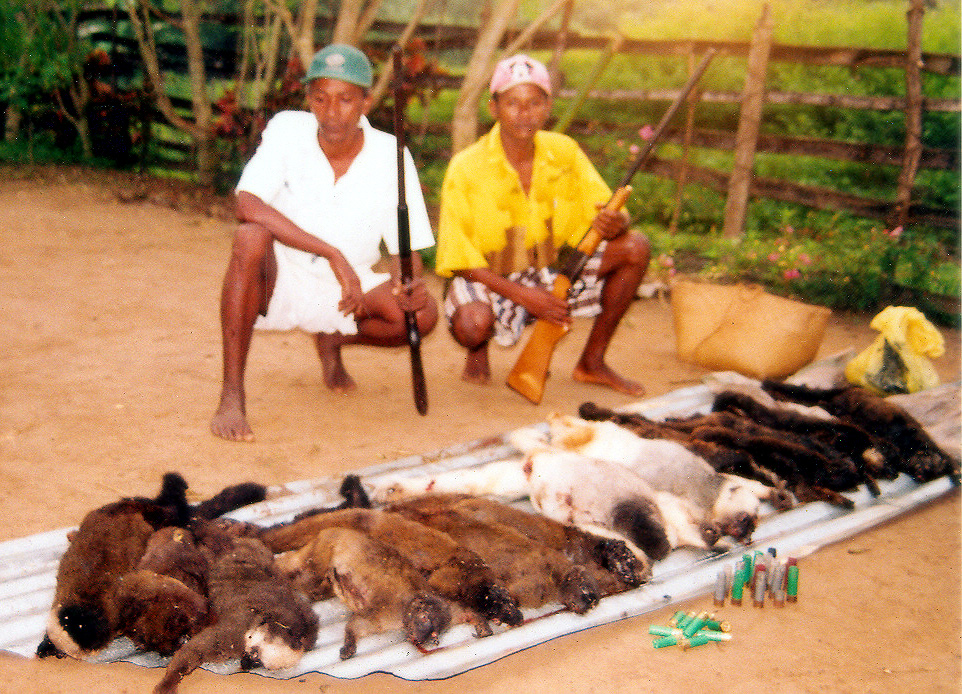
Ludzie polują na inne naczelne dla mięsa. Na zdjęciu dwaj mężczyźni, którzy upolowali wiele sifak jedwabistych oraz lemurii białogłowych

Międzynarodowa Unia Ochrony Przyrody (IUCN) wymienia ponad jedną trzecią gatunków naczelnych jako krytycznie zagrożone wyginięciem bądź wrażliwe. Handel podlega regulacji, jako że prawie wszystkie gatunki wymienia Załącznik II CITES. Tylko 50 gatunków lub podgatunków wymienia Załącznik I, co oznacza pełną ochronę przez handlem. Popularne zagrożenia obejmują wylesianie, fragmentację lasów, zabijanie małp ze strachu o plony i polowania w celu pozyskania zwierząt dla medycyny, jako zwierząt domowych oraz żywności. Najbardziej zagraża im jednak wielkoskalowy wyręb lasów. Ponad 90% gatunków żyje w lasach tropikalnych. Lasy giną głównie przez rolnictwo, ale też przemysł drzewny, plantacje drzewne, górnictwo i budowę tam. W Indonezji wielkie obszary nizinnych lasów wyrąbano w celu zwiększenia produkcji oleju palmowego. Jedna z analiz obrazów satelitarnych pokazała, że pomiędzy 1998 i 1999 spadek populacji orangutanów sumatrzańskich wyniósł 1000 osobników rocznie w samym tylko ekosystemie Leuser.

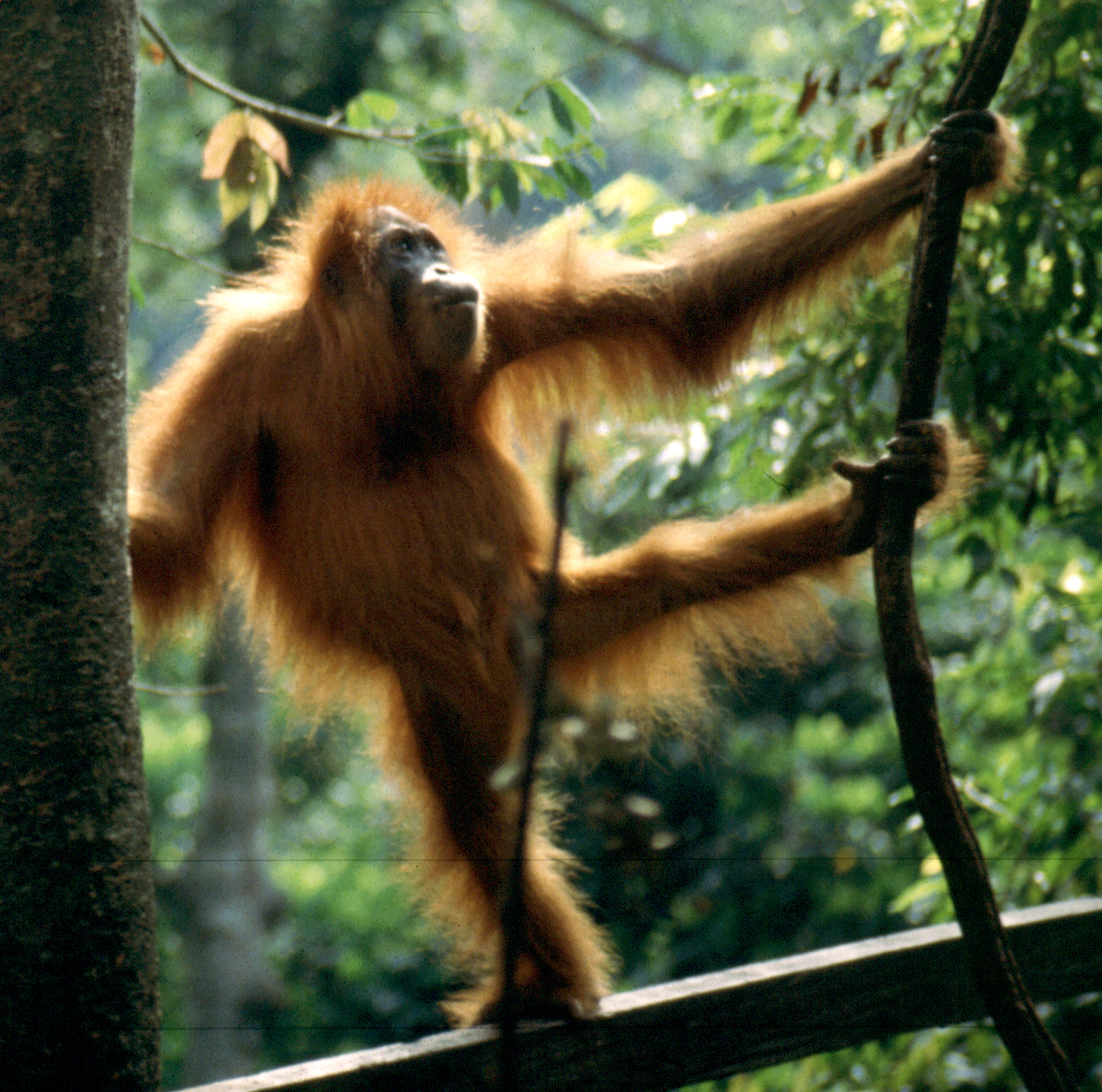
Krytycznie zagrożony wyginięciem orangutan sumatrzański

Większe naczelne, przekraczające masę 5 kg, podlegają większemu ryzyku zagłady, są bowiem bardziej zyskowne dla kłusowników w porównaniu z mniejszymi krewnymi. Później osiągają też dojrzałość płciową, rzadziej wydają na świat potomstwo. Ich populacje odnawiają się wobec tego wolniej po uszczupleniu przez kłusowników bądź handlarzy. Dane z miast afrykańskich pokazują, że połowa wszystkich białek spożywanych na tamtejszych obszarach miejskich pochodzi z bushmeat. Zagrożone naczelne, jak koczkodany i mandryl równikowy, stanowią obiekty polowań na poziomie znacznie przekraczającym pozwalający na utrzymanie równowagi ze względu na ich duże rozmiary, łatwy transport i zyskowność. Gdy farmy wkraczają na tereny leśne, naczelne pasą się na plonach, narażając farmerów na poważne straty. Te wycieczki naczelnych przyczyniają się do ich negatywnej opinii wśród lokalnej społeczności, co utrudnia wysiłki w celu ich ochrony.
Madagaskar, stanowiący dom dla pięciu endemicznych rodzin naczelnych, stanowi miejsce największej zagłady naczelnych w ostatnich czasach. Od kiedy ludzie przybyli tam 1.500 lat temu, przynajmniej 15 gatunków większych naczelnych wyginęło z powodu polowań i destrukcji siedlisk. Należy doń większy od goryla Archaeoindris, a także całe rodziny Palaeopropithecidae i Archaeolemuridae.
W Azji hinduizm, buddyzm i islam zabraniają spożycia mięsa naczelnych. Pomimo tego na te zwierzęta i tak poluje się dla pożywienia. Niektóre mniejsze, tradycyjne religie pozwalają na konsumpcję mięsa naczelnych. Handel zwierzętami domowymi i medycyna tradycyjna także zwiększają popyt na nielegalne polowania. Makak królewski, organizm modelowy, został objęty ochroną po rozległych łowach w latach sześćdziesiątych. Program okazał się tak efektywny, że obecnie uważa się go za szkodnika.

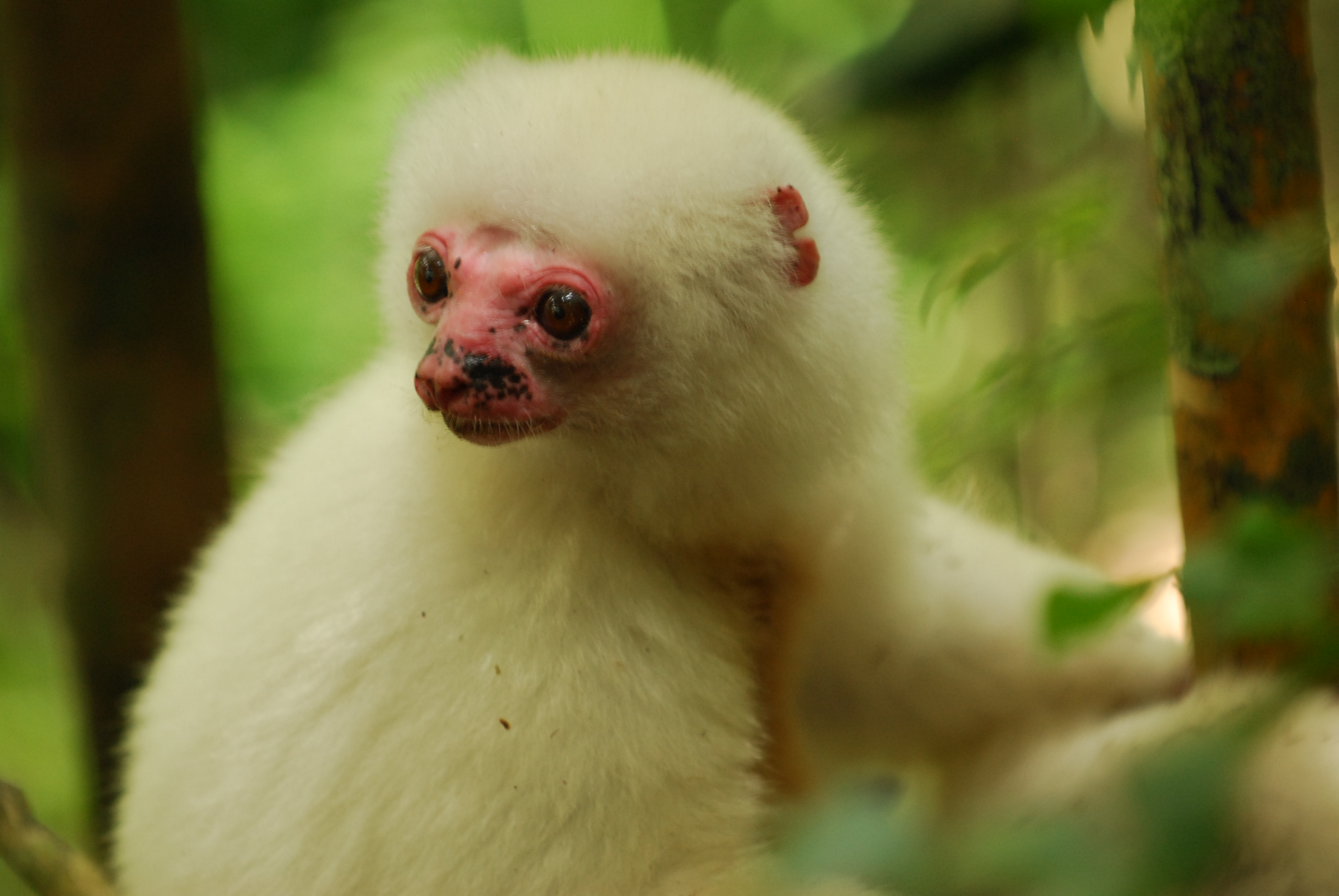
Krytycznie zagrożona wyginięciem sifaka srebrzysta

W Azji środkowej, jak też Południowej fragmentacja lasów i polowania stanowią dwa główne problemy zagrażające naczelnym. Wielkie połacie leśne są obecnie rzadkością w Ameryce Środkowej. Zwiększa to ilość obszarów leśnych narażonych na tzw. efekt krawędzi (ang. edge effect) – wkraczanie farm, mniejsza wilgotność, zmiany florystyczne. Ograniczenia przemieszczania się skutkują zwiększeniem chowu wsobnego, co szkodzi populacji. Prowadzi to do efektu wąskiego gardła, kiedy pozostaje niewielki procent populacji.
Wyróżnia się 21 krytycznie zagrożonych gatunków naczelnych, z których 7 pozostaje na liście IUCN od 2000 (stan na 2015). Chodzi o takie gatunki jak: sifaka srebrzysta, langur białozady, lutung jasnogłowy, duk szaronogi, rokselana zadartonosa, goryl zachodni i orangutan sumatrzański. Gerezankę samotną uznano za wymarłą, jako że między 1993 a 1999 nie znaleziono żadnych śladów istnienia tego podgatunku. Kilku myśliwych zabiło później kilka osobników, ale perspektywy podgatunku nadal rysują się czarno.